# Chine aux Jeux olympiques d'été de 2024
La Chine participe aux Jeux olympiques de 2024 à Paris. Il s'agit de sa 12e participation à des Jeux olympiques d'été.
Le pongiste Ma Long et la nageuse artistique Feng Yu sont nommés porte-drapeaux de la délégation chinoise.

## Nombre d’athlètes qualifiés par sport
Voici la liste des qualifiés et sélectionnés chinois par sport (remplaçants compris) :
| Sport                                                                               | Hommes | Femmes    | Total      |
| ----------------------------------------------------------------------------------- | ------ | --------- | ---------- |
| Athlétisme                                                                          | 27     | 27        | 54         |
| Aviron                                                                              | 2      | 12        | 14         |
| Badminton                                                                           | 8      | 8         | 16         |
| Basket-ball                                                                         | 4      | 16        | 20         |
| Boxe                                                                                | 2      | 6         | 8          |
| Breakdance                                                                          | 1      | 2         | 3          |
| Canoë-kayak                                                                         | 7      | 11        | 18         |
| Cyclisme                                                                            | 5      | 8         | 13         |
| Équitation                                                                          | 2      | 0         | 2          |
| Escalade                                                                            | 3      | 4         | 7          |
| Escrime                                                                             | 5      | 7         | 12         |
| Golf                                                                                | 2      | 2         | 4          |
| Gymnastique                                                                         | 7      | 13        | 20         |
| Haltérophilie                                                                       | 3      | 3         | 6          |
| Hockey sur gazon                                                                    | 0      | 16        | 16         |
| Judo                                                                                | 0      | 6         | 6          |
| Lutte                                                                               | 7      | 5         | 12         |
| Sports aquatiques • Natation sportive • Plongeon • Natation artistique • Water-polo | 13 6 0 | 19 4 8 13 | 32 10 8 13 |
| Pentathlon moderne                                                                  | 2      | 1         | 3          |
| Rugby à sept                                                                        | 0      | 12        | 12         |
| Skateboard                                                                          | 0      | 4         | 4          |
| Surf                                                                                | 0      | 1         | 1          |
| Taekwondo                                                                           | 2      | 4         | 6          |
| Tennis                                                                              | 1      | 6         | 7          |
| Tennis de table                                                                     | 3      | 3         | 6          |
| Tir                                                                                 | 10     | 11        | 21         |
| Tir à l'arc                                                                         | 3      | 3         | 6          |
| Triathlon                                                                           | 0      | 1         | 1          |
| Voile                                                                               | 6      | 7         | 13         |
| Volley-ball • En salle • Beach-volley                                               | 0      | 12 2      | 12 2       |
| Total                                                                               | 131    | 257       | 388        |

## Bilan général
| Sport               | Médaille d'or, Jeux olympiques | Médaille d'argent, Jeux olympiques | Médaille de bronze, Jeux olympiques | Total | Rang pays |
| ------------------- | ------------------------------ | ---------------------------------- | ----------------------------------- | ----- | --------- |
| Athlétisme          | 1                              | 1                                  | 2                                   | 4     |           |
| Badminton           | 2                              | 3                                  | 0                                   | 5     |           |
| Boxe                | 3                              | 2                                  | 0                                   | 5     |           |
| Breakdance          | 0                              | 0                                  | 1                                   | 0     |           |
| Canoë-kayak         | 2                              | 0                                  | 0                                   | 2     |           |
| Cyclisme            | 1                              | 0                                  | 0                                   | 1     |           |
| Escalade            | 0                              | 2                                  | 0                                   | 2     |           |
| Golf                | 0                              | 0                                  | 1                                   | 1     |           |
| Gymnastique         | 3                              | 6                                  | 3                                   | 12    |           |
| Haltérophilie       | 5                              | 0                                  | 0                                   | 5     |           |
| Hockey sur gazon    | 0                              | 1                                  | 0                                   | 1     |           |
| Judo                | 0                              | 0                                  | 1                                   | 1     |           |
| Lutte               | 0                              | 1                                  | 4                                   | 5     |           |
| Natation            | 2                              | 3                                  | 7                                   | 12    |           |
| Natation artistique | 2                              | 0                                  | 0                                   | 2     |           |
| Plongeon            | 8                              | 2                                  | 1                                   | 11    |           |
| Taekwondo           | 0                              | 1                                  | 1                                   | 2     |           |
| Tennis              | 1                              | 1                                  | 0                                   | 2     |           |
| Tennis de table     | 5                              | 1                                  | 0                                   | 6     |           |
| Tir                 | 5                              | 2                                  | 3                                   | 10    |           |
| Tir à l'arc         | 0                              | 1                                  | 0                                   | 1     |           |
| Total               | 40                             | 27                                 | 24                                  | 91    |           |

| Jour       | Médaille d'or, Jeux olympiques | Médaille d'argent, Jeux olympiques | Médaille de bronze, Jeux olympiques | Total |
| ---------- | ------------------------------ | ---------------------------------- | ----------------------------------- | ----- |
| 26 juillet | 0                              | 0                                  | 0                                   | 0     |
| 27 juillet | 2                              | 0                                  | 1                                   | 3     |
| 28 juillet | 1                              | 1                                  | 1                                   | 3     |
| 29 juillet | 2                              | 4                                  | 0                                   | 6     |
| 30 juillet | 1                              | 1                                  | 0                                   | 2     |
| 31 juillet | 3                              | 1                                  | 1                                   | 5     |
| 1er août   | 2                              | 0                                  | 3                                   | 5     |
| 2 août     | 2                              | 2                                  | 3                                   | 7     |
| 3 août     | 3                              | 3                                  | 0                                   | 6     |
| 4 août     | 2                              | 3                                  | 1                                   | 6     |
| 5 août     | 2                              | 3                                  | 3                                   | 8     |
| 6 août     | 1                              | 3                                  | 2                                   | 6     |
| 7 août     | 3                              | 2                                  | 1                                   | 6     |
| 8 août     | 4                              | 2                                  | 2                                   | 8     |
| 9 août     | 4                              | 2                                  | 4                                   | 10    |
| 10 août    | 6                              | 0                                  | 1                                   | 7     |
| 11 août    | 1                              | 0                                  | 0                                   | 1     |
| Total      | 40                             | 27                                 | 24                                  | 91    |

| Sexe   | Médaille d'or, Jeux olympiques | Médaille d'argent, Jeux olympiques | Médaille de bronze, Jeux olympiques | Total |
| ------ | ------------------------------ | ---------------------------------- | ----------------------------------- | ----- |
| Hommes | 17                             | 10                                 | 16                                  | 34    |
| Femmes | 20                             | 15                                 | 16                                  | 51    |
| Mixte  | 3                              | 2                                  | 1                                   | 6     |
| Total  | 40                             | 27                                 | 24                                  | 91    |

## Médaillés
Légende
- Hommes
- Femmes
- Mixte

### Médaillés d'or
| Sport                  | Discipline / Épreuve         | Discipline / Épreuve | Athlète(s) | Performance                  | Date       |
| ---------------------- | ---------------------------- | -------------------- | --- | ---------------------------- | ---------- |
| Plongeon               | Tremplin à 3 m synchronisé   |                      | • Chang Yani • Chen Yiwen                                                                                         | 337,68 points                | 27 juillet |
| Plongeon               | Haut-vol à 10 m synchronisé  |                      | • Lian Junjie • Yang Hao                                                                                          | 490,35 points                | 29 juillet |
| Plongeon               | Haut-vol à 10 m synchronisé  |                      | • Chen Yuxi • Quan Hongchan                                                                                       | 359,10 points                | 31 juillet |
| Plongeon               | Tremplin à 3 m synchronisé   |                      | • Long Daoyi • Wang Zongyuan                                                                                      | 446,10 points                | 2 août     |
| Plongeon               | Haut-vol à 10 m              |                      | Quan Hongchan | 425,60 points                | 6 août     |
| Plongeon               | Tremplin à 3 m               |                      | Xie Siyi | 543,60 points                | 8 août     |
| Plongeon               | Tremplin à 3 m               |                      | Chen Yiwen | 376,000 points               | 9 août     |
| Plongeon               | Haut-vol à 10 m              |                      | Cao Yuan | 547,50 points                | 10 août    |
| Tir                    | Carabine à 10 m air comprimé |                      | • Huang Yuting • Sheng Lihao                                                                                      | 16 points                    | 27 juillet |
| Tir                    | Carabine à 10 m air comprimé |                      | Sheng Lihao | 252,2 points                 | 29 juillet |
| Tir                    | Carabine à 50 m 3 positions  |                      | Liu Yukun | 463,6 points                 | 1er août   |
| Tir                    | Pistolet à 25 m tir rapide   |                      | Li Yuehong | 32 points                    | 5 août     |
| Tennis de table        | Double                       |                      | • Wang Chuqin • Sun Yingsha                                                                                       | 4 - 2 contre Ri / Kim        | 30 juillet |
| Tennis de table        | Simple                       |                      | Chen Meng | 2 – 1 contre Sun Yingsha     | 3 août     |
| Tennis de table        | Simple                       |                      | Fan Zhendong | 4 - 1 contre Truls Möregårdh | 4 août     |
| Tennis de table        | Équipe                       |                      | • Fan Zhendong • Ma Long • Wang Chuqin                                                                            | 3 - 0 contre Suède           | 9 août     |
| Tennis de table        | Équipe                       |                      | • Chen Meng • Sun Yingsha • Wang Manyu                                                                            | 3 - 0 contre Japon           | 10 août    |
| BMX                    | Freestyle                    |                      | Deng Yawen | 92,60 points                 | 31 juillet |
| Natation               | 100 m nage libre             |                      | Pan Zhanle | 46s 40                       | 31 juillet |
| Natation               | Relais 4 x 100 m 4 nages     |                      | • Xu Jiayu • Qin Haiyang • Sun Jiajun • Pan Zhanle • Wang Changhao (R)                                            | 3 min 27 s 46                | 4 août     |
| Athlétisme             | 20 km marche                 |                      | Yang Jiayu | 1 h 25 min 54 s              | 1er août   |
| Badminton              | Double                       |                      | • Zheng Siwei • Huang Yaqiong                                                                                     | 2 - 1 contre Kim / Jeong     | 2 août     |
| Badminton              | Double                       |                      | • Chen Qingchen • Jia Yifan                                                                                       | 2 – 1 contre Liu / Tan       | 3 août     |
| Tennis                 | Simple                       |                      | Zheng Qinwen | 2 - 1 contre Donna Vekić     | 3 août     |
| Gymnastique artistique | Anneaux                      |                      | Liu Yang | 15,300 points                | 4 août     |
| Gymnastique artistique | Barres parallèles            |                      | Zou Jingyuan | 16,200 points                | 5 août     |
| Haltérophilie          | Moins de 61 kg               |                      | Li Fabin | 310 kg                       | 7 août     |
| Haltérophilie          | Moins de 49 kg               |                      | Hou Zhihui | 206 kg                       | 7 août     |
| Haltérophilie          | Moins de 59 kg               |                      | Luo Shifang | 241 kg                       | 8 août     |
| Haltérophilie          | Moins de 102 kg              |                      | Liu Huanhua | 406 kg                       | 10 août    |
| Haltérophilie          | Plus de 81 kg                |                      | Li Wenwen | 309 kg                       | 11 août    |
| Natation artistique    | Ballet par équipe            |                      | Nageuses- Chang Hao - Feng Yu - Wang Ciyue - Wang Liuyi - Wang Qianyi - Xiang Binxuan - Xiao Yanning - Zhang Yayi | 996,1389 points              | 7 août     |
| Natation artistique    | Duo                          |                      | • Wang Liuyi • Wang Qianyi                                                                                        | 566,4783 points              | 10 août    |
| Canoë-kayak            | C2 500 m                     |                      | • Liu Hao • Ji Bowen                                                                                              | 1 min 39 s 48                | 8 août     |
| Boxe                   | Poids coqs (-54 kg)          |                      | Chang Yuan | 5 - 0 contre Hatice Akbaş    | 8 août     |
| Boxe                   | Poids mouches (-49 kg)       |                      | Wu Yu | 4 - 1 contre Çakıroğlu       | 9 août     |
| Boxe                   | Poids moyens (-75 kg)        |                      | Li Qian | 4 - 1 contre Atheyna Bylon   | 10 août    |
| Gymnastique rythmique  | Concours des ensembles       |                      | Équipe- Ding Xinyi Guo Qiqi Hao Ting Huang Zhangjiayang Pu Yanzhu Wang Lanjing                                    | 69,800 points                | 10 août    |

### Médaillés d'argent
| Sport            | Discipline / Épreuve         | Discipline / Épreuve | Athlète(s) | Performance                         | Date       |
| ---------------- | ---------------------------- | -------------------- | --- | ----------------------------------- | ---------- |
| Tir à l'arc      | Équipe                       |                      | • An Qixuan • Li Jiaman • Yang Xiaolei | 4 - 5 contre Corée du Sud           | 28 juillet |
| Tir              | Carabine à 10 m air comprimé |                      | Huang Yuting | 251,8 points                        | 29 juillet |
| Tir              | Fosse olympique              |                      | Qi Ying | 44 points                           | 30 juillet |
| Gymnastique      | Concours général par équipe  |                      | • Liu Yang • Su Weide • Xiao Ruoteng • Zhang Boheng • Zou Jingyuan | 259,062 points                      | 29 juillet |
| Gymnastique      | Concours général individuel  |                      | Zhang Boheng | 86,599 points                       | 31 juillet |
| Gymnastique      | Trampoline                   |                      | Wang Zisai | 61,890 points                       | 2 août     |
| Gymnastique      | Anneaux                      |                      | Zou Jingyuan | 15,233 points                       | 4 août     |
| Gymnastique      | Barres asymétriques          |                      | Qiu Qiyuan | 15,500 points                       | 4 août     |
| Gymnastique      | Poutre                       |                      | Zhou Yaqin | 14,100 points                       | 5 août     |
| Natation         | 100 m dos                    |                      | Xu Jiayu | 52 s 32                             | 29 juillet |
| Natation         | 100 m brasse                 |                      | Tang Qianting | 1 min 5 s 54                        | 29 juillet |
| Natation         | Relais 4 x 100 m 4 nages     |                      | • Xu Jiayu • Zhang Yufei • Qin Haiyang (f) • Yang Junxuan (f) • Tang Qianting (s) • Pan Zhanle (s) | 3 min 37 s 55                       | 3 août     |
| Tennis           | Double                       |                      | • Wang Xinyu • Zhang Zhizhen | 1 – 2 contre Siniaková / Macháč     | 2 août     |
| Tennis de table  | Simple                       |                      | Sun Yingsha | 2 – 4 contre Chen Meng              | 3 août     |
| Badminton        | Double                       |                      | • Liu Shengshu • Tan Ning | 0 – 2 contre Chen / Jia             | 3 août     |
| Badminton        | Double                       |                      | • Liang Weikeng • Wang Chang | 1 - 2 contre Lee / Wang             | 4 août     |
| Badminton        | Simple                       |                      | He Bingjiao | 0 - 2 contre An Se-young            | 5 août     |
| Athlétisme       | Lancer du disque             |                      | Feng Bin | 67,51 m                             | 5 août     |
| Plongeon         | Haut-vol à 10 m              |                      | Chen Yuxi | 420,70 points                       | 6 août     |
| Plongeon         | Tremplin à 3 m               |                      | Wang Zongyuan | 530,20 points                       | 8 août     |
| Lutte            | Moins de 60 kg               |                      | Cao Liguo | 1 - 4 contre Ken'ichirō Fumita      | 6 août     |
| Boxe             | Poids légers (-60 kg)        |                      | Yang Wenlu | 1 - 4 contre Kellie Harrington      | 6 août     |
| Boxe             | Poids welters (-66 kg)       |                      | Yang Liu | 0 – 5 contre Imane Khelif           | 9 août     |
| Escalade         | Vitesse                      |                      | Deng Lijuan | 6 s 10                              | 7 août     |
| Escalade         | Vitesse                      |                      | Wu Peng | 4 s 74                              | 8 août     |
| Taekwondo        | Moins de 49 kg               |                      | Guo Qing | 1 - 2 contre Panipak Wongpattanakit | 7 août     |
| Hockey sur gazon | Tournoi féminin              |                      | Équipe- Ye Jiao - Gu Bingfeng - Yang Liu - Zhang Ying - Chen Yi - Ma Ning - Li Hong - Ou Zixia - Dan Wen - Zou Meirong - He Jiangxin - Fan Yunxia - Chen Yang - Xu Wenyu - Zhong Jiaqi - Tan Jinzhuang - Yu Anhui | 1 – 3 contre Pays-Bas               | 9 août     |

### Médaillés de bronze
| Sport               | Discipline / Épreuve        | Discipline / Épreuve  | Athlète(s) | Performance                      | Date       |
| ------------------- | --------------------------- | --------------------- | --- | -------------------------------- | ---------- |
| Natation            | Relais 4 x 100 m nage libre |                       | • Yang Junxuan • Cheng Yujie • Zhang Yufei • Wu Qingfeng • Yu Yiting (s)                                                  | 3 min 30 s 30 AS                 | 27 juillet |
| Natation            | 100 m papillon              |                       | Zhang Yufei | 24 min 20 s                      | 28 juillet |
| Natation            | 200 m papillon              |                       | Zhang Yufei | 2 min 5 s 09                     | 1er août   |
| Natation            | Relais 4 x 200 m nage libre |                       | • Ge Chutong • Li Bingjie (f) • Liu Yaxin • Yang Junxuan (f) • Kong Yaqi (s) • Tang Muhan (s)                             | 7 min 42 s 34                    | 1er août   |
| Natation            | 200 m 4 nages               |                       | Wang Shun | 1 min 56 s 00                    | 2 août     |
| Natation            | 50 m nage libre             |                       | Zhang Yufei | 24 s 20                          | 4 août     |
| Natation            | Relais 4 x 100 m 4 nages    |                       | • Tang Qianting • Wan Letian (f) • Zhang Yufei (f) • Yang Junxuan (f) • Wang Xue'er (s) • Yu Yiting (s) • Wu Qingfeng (s) | 3 min 30 s 30                    | 4 août     |
| Gymnastique         | Concours général individuel |                       | Xiao Ruoteng | 86,364 points                    | 31 juillet |
| Gymnastique         | Trampoline                  |                       | Yan Langyu | 60,950 points                    | 2 août     |
| Gymnastique         | Barre fixe                  | Compétition masculine | Zhang Boheng | 13,966 points                    | 5 août     |
| Judo                | Moins de 78 kg              |                       | Ma Zhenzhao | 01 - 00 contre Anna-Maria Wagner | 1er août   |
| Tir                 | Carabine à 50 m 3 positions |                       | Zhang Qiongyue | 452,9 points                     | 2 août     |
| Tir                 | Pistolet à 25 m tir rapide  |                       | Wang Xinjie | 23 points                        | 5 août     |
| Tir                 | Skeet mixte                 |                       | • Jiang Yiting • Lyu Jianlin                                                                                              | 44 - 43 contre Chauhan / Naruka  | 5 août     |
| Lutte gréco-romaine | Moins de 130 kg             | Compétition masculine | Meng Lingzhe | 3 - 1 contre Abdellatif Mohamed  | 6 août     |
| Athlétisme          | Lancer du marteau           | Compétition féminine  | Zhao Jie | 74,27 m                          | 6 août     |
| Athlétisme          | Lancer du poids             | Compétition féminine  | Song Jiayuan | 19,32 m                          | 9 août     |
| Lutte libre         | Moins 50 kg                 | Compétition féminine  | Feng Ziqi | 3 - 1 contre Dolgorjavin         | 7 août     |
| Lutte libre         | Moins de 53 kg              | Compétition féminine  | Pang Qianyu | 5 - 0 contre Batkhuyagjin        | 8 août     |
| Lutte libre         | Moins de 57 kg              | Compétition féminine  | Hong Kexin | 4 - 0 contre Giullia Penalber    | 9 août     |
| Taekwondo           | Moins de 68 kg              | Compétition masculine | Liang Yushuai | 2 - 0 contre Bradly Sinden       | 8 août     |
| Plongeon            | Tremplin à 3 m              | Compétition féminine  | Chang Yani | 318,75 points                    | 9 août     |
| Breakdance          | Bgirls                      | Compétition féminine  | Liu Qingyi | 2 - 0 contre India               | 9 août     |
| Golf                | Individuel                  | Compétition féminine  | Lin Xiyu | 281 points                       | 10 août    |

## Résultats

### Athlétisme

#### Hommes
| Athlète(s)                                             | Épreuve          | Premier tour (ou tour préliminaire) | Premier tour (ou tour préliminaire) | Repêchage (ou premier tour) | Repêchage (ou premier tour) | Demi-finale | Demi-finale | Finale          | Finale  |
| Athlète(s)                                             | Épreuve          | Temps                               | Rang                                | Temps                       | Rang                        | Temps       | Rang        | Temps           | Rang    |
| ------------------------------------------------------ | ---------------- | ----------------------------------- | ----------------------------------- | --------------------------- | --------------------------- | ----------- | ----------- | --------------- | ------- |
| Xie Zhenye                                             | 100 m            | 10 s 16                             | 4e                                  | Non disputé                 | Non disputé                 | Éliminé     | Éliminé     | Éliminé         | Éliminé |
| He Jie                                                 | Marathon         | Non disputé                         | Non disputé                         | Non disputé                 | Non disputé                 | Non disputé | Non disputé | 2 h 22 min 31 s | 67e     |
| Yang Shaohui                                           | Marathon         | Non disputé                         | Non disputé                         | Non disputé                 | Non disputé                 | Non disputé | Non disputé | 2 h 14 min 48 s | 55e     |
| Wu Xiangdong                                           | Marathon         | Non disputé                         | Non disputé                         | Non disputé                 | Non disputé                 | Non disputé | Non disputé | 2 h 12 min 34 s | 40e     |
| Xu Zhuoyi                                              | 110 m haies      | 13 s 40                             | 1er                                 | Exempté                     | Exempté                     | 13 s 48     | 7e          | Éliminé         | Éliminé |
| Liu Junxi                                              | 110 m haies      | 13 s 54                             | 6e                                  | 13 s 52                     | 3e                          | Éliminé     | Éliminé     | Éliminé         | Éliminé |
| Qin Weibo                                              | 110 m haies      | 13 s 64                             | 6e                                  | 13 s 44                     | 1er                         | 13 s 41     | 6e          | Éliminé         | Éliminé |
| Xie Zhiyu                                              | 400 m haies      | 49 s 90                             | 8e                                  | 49 s 59                     | 4e                          | Éliminé     | Éliminé     | Éliminé         | Éliminé |
| • Xie Zhenye • Yan Haibin • Chen Jiapeng • Wu Zhiqiang | Relais 4 × 100 m | 38 s 24                             | 1er                                 | Non disputé                 | Non disputé                 | Non disputé | Non disputé | 38 s 06         | 7e      |
| Zhang Jun                                              | 20 km marche     | Non disputé                         | Non disputé                         | Non disputé                 | Non disputé                 | Non disputé | Non disputé | 1 h 19 min 56 s | 10e     |
| Li Yandong                                             | 20 km marche     | Non disputé                         | Non disputé                         | Non disputé                 | Non disputé                 | Non disputé | Non disputé | 1 h 22 min 46 s | 31e     |
| Wang Zhaozhao                                          | 20 km marche     | Non disputé                         | Non disputé                         | Non disputé                 | Non disputé                 | Non disputé | Non disputé | 1 h 23 min 40 s | 36e     |

| Athlète(s)    | Épreuve           | Qualification | Qualification | Finale      | Finale  |
| Athlète(s)    | Épreuve           | Performance   | Rang          | Performance | Rang    |
| ------------- | ----------------- | ------------- | ------------- | ----------- | ------- |
| Wang Zhen     | Saut en hauteur   | 2,20 m        | 19e           | Éliminé     | Éliminé |
| Huang Bokai   | Saut à la perche  | 5,75 m        | 9e            | 5,80 m      | 7e      |
| Yao Jie       | Saut à la perche  | 5,60 m        | 20e           | Éliminé     | Éliminé |
| Zhong Tao     | Saut à la perche  | 5,40 m        | 26e           | Éliminé     | Éliminé |
| Wang Jianan   | Saut en longueur  | 8,12 m        | 3e            | 8,03 m      | 8e      |
| Zhang Mingkun | Saut en longueur  | 7,92 m        | 9e            | 8,07 m      | 7e      |
| Shi Yuhao     | Saut en longueur  | 7,68 m        | 24e           | Éliminé     | Éliminé |
| Fang Yaoqing  | Triple saut       | 15,85 m       | 31e           | Éliminé     | Éliminé |
| Zhu Yaming    | Triple saut       | 16,91 m       | 8e            | 16,76 m     | 10e     |
| Su Wen        | Triple saut       | 16,70 m       | 16e           | Éliminé     | Éliminé |
| Wang Qi       | Lancer du marteau | 72,52 m       | 19e           | Éliminé     | Éliminé |

#### Femmes
| Athlète(s)      | Épreuve         | Premier tour (ou tour préliminaire) | Premier tour (ou tour préliminaire) | Repêchage (ou premier tour) | Repêchage (ou premier tour) | Demi-finale | Demi-finale | Finale          | Finale                         |
| Athlète(s)      | Épreuve         | Temps                               | Rang                                | Temps                       | Rang                        | Temps       | Rang        | Temps           | Rang                           |
| --------------- | --------------- | ----------------------------------- | ----------------------------------- | --------------------------- | --------------------------- | ----------- | ----------- | --------------- | ------------------------------ |
| Ge Manqi        | 100 m           | 11 s 45                             | 48e                                 | Éliminée                    | Éliminée                    | Éliminée    | Éliminée    | Éliminée        | Éliminée                       |
| Li Yuting       | 200 m           | 23 s 31                             | 33e                                 | 23 s 23                     | 12e                         | Éliminée    | Éliminée    | Éliminée        | Éliminée                       |
| Bai Li          | Marathon        | Non disputé                         | Non disputé                         | Non disputé                 | Non disputé                 | Non disputé | Non disputé | 2 h 44 min 44 s | 76e                            |
| Xia Yuyu        | Marathon        | Non disputé                         | Non disputé                         | Non disputé                 | Non disputé                 | Non disputé | Non disputé | 2 h 42 min 10 s | 72e                            |
| Wu Yanni        | 100 m haies     | 12 s 97                             | 6e                                  | 12 s 98                     | 4e                          | Éliminée    | Éliminée    | Éliminée        | Éliminée                       |
| Lin Yuwei       | 100 m haies     | 13 s 24                             | 7e                                  | 13 s 13                     | 6e                          | Éliminée    | Éliminée    | Éliminée        | Éliminée                       |
| Mo Jiadie       | 400 m haies     | 55 s 43                             | 23e                                 | 54 s 75                     | 1re                         | 55 s 63     | 9e          | Éliminée        | Éliminée                       |
| Xu Shuangshuang | 3 000 m steeple | 9 min 43 s 50                       | 36e                                 | Non disputé                 | Non disputé                 | Non disputé | Non disputé | Éliminée        | Éliminée                       |
| Yang Jiayu      | 20 km marche    | Non disputé                         | Non disputé                         | Non disputé                 | Non disputé                 | Non disputé | Non disputé | 1 h 25 min 54 s | Médaille d'or, Jeux olympiques |
| Ma Zhenxia      | 20 km marche    | Non disputé                         | Non disputé                         | Non disputé                 | Non disputé                 | Non disputé | Non disputé | 1 h 29 min 15 s | 11e                            |
| Liu Hong        | 20 km marche    | Non disputé                         | Non disputé                         | Non disputé                 | Non disputé                 | Non disputé | Non disputé | 1 h 33 min 24 s | 21e                            |

| Athlète       | Épreuve           | Qualification | Qualification | Finale      | Finale                              |
| Athlète       | Épreuve           | Performance   | Rang          | Performance | Rang                                |
| ------------- | ----------------- | ------------- | ------------- | ----------- | ----------------------------------- |
| Niu Chunge    | Saut à la perche  | 4,40 m        | 22e           | Éliminée    | Éliminée                            |
| Xiong Shiqi   | Saut en longueur  | 6,58 m        | 13e           | Éliminée    | Éliminée                            |
| Zeng Rui      | Triple saut       | 13,69 m       | 24e           | Éliminée    | Éliminée                            |
| Gong Lijiao   | Lancer du poids   | 18,78 m       | 5e            | 19,27 m     | 5e                                  |
| Song Jiayuan  | Lancer du poids   | 18,73 m       | 6e            | 19,32 m     | Médaille de bronze, Jeux olympiques |
| Sun Yue       | Lancer du poids   | 17,33 m       | 21e           | Éliminée    | Éliminée                            |
| Feng Bin      | Lancer du disque  | 65,40 m       | 3e            | 67,51 m     | Médaille d'argent, Jeux olympiques  |
| Jiang Zhichao | Lancer du disque  | 59,10 m       | 28e           | Éliminée    | Éliminée                            |
| Wang Zheng    | Lancer du marteau | 66,92 m       | 28e           | Éliminée    | Éliminée                            |
| Zhao Jie      | Lancer du marteau | 72,49 m       | 7e            | 74,27 m     | Médaille de bronze, Jeux olympiques |
| Li Jiangyan   | Lancer du marteau | 70,54 m       | 13e           | Éliminée    | Éliminée                            |
| Lü Huihui     | Lancer du javelot | 59,37 m       | 22e           | Éliminée    | Éliminée                            |
| Dai Qianqian  | Lancer du javelot | 59,33 m       | 23e           | Éliminée    | Éliminée                            |

#### Mixte
| Athlète(s)                       | Épreuve      | Finale          | Finale |
| Athlète(s)                       | Épreuve      | Temps           | Rang   |
| -------------------------------- | ------------ | --------------- | ------ |
| • Zhang Jun • Yang Jiayu         | 35 km marche | 3 h 0 min 43 s  | 15e    |
| • He Xianghong • Qieyang Shenjie | 35 km marche | 2 h 59 min 13 s | 14e    |

### Aviron
| Athlète(s)                     | Compétition    | Série         | Série | Repêchage     | Repêchage | Demi-finale   | Demi-finale | Finale        | Finale |
| Athlète(s)                     | Compétition    | Temps         | Rang  | Temps         | Rang      | Temps         | Rang        | Temps         | Rang   |
| ------------------------------ | -------------- | ------------- | ----- | ------------- | --------- | ------------- | ----------- | ------------- | ------ |
| • Liu Zhiyu • Adilijan Suritan | Deux de couple | 6 min 29 s 70 | 5e    | 6 min 39 s 06 | 3e        | 6 min 38 s 82 | 5e          | 6 min 21 s 98 | 11e    |

| Athlète(s)                                              | Compétition                | Série         | Série | Repêchage     | Repêchage   | Demi-finale  | Demi-finale | Finale        | Finale |
| Athlète(s)                                              | Compétition                | Temps         | Rang  | Temps         | Rang        | Temps        | Rang        | Temps         | Rang   |
| ------------------------------------------------------- | -------------------------- | ------------- | ----- | ------------- | ----------- | ------------ | ----------- | ------------- | ------ |
| • Lu Shiyu • Shen Shuangmei                             | Deux de couple             | 6 min 58 s 85 | 3e    | Non disputé   | Non disputé | 7 min 9 s 75 | 6e          | 7 min 0 s 71  | 12e    |
| • Zou Jiaqi • Qiu Xiuping                               | Deux de couple poids léger | 7 min 15 s 03 | 5e    | 7 min 42 s 66 | 5e          | Non disputé  | Non disputé | 7 min 7 s 55  | 13e    |
| • Chen Yunxia • Zhang Ling • Lü Yang • Cui Xiaotong     | Quatre de couple           | 6 min 22 s 29 | 3e    | 6 min 28 s 72 | 2e          | Non disputé  | Non disputé | 6 min 27 s 08 | 6e     |
| • Zhang Shuxian • Liu Xiaoxin • Wang Zifeng • Xu Xingye | Quatre sans barreur        | 6 min 49 s 12 | 3e    | 6 min 33 s 60 | 2e          | Non disputé  | Non disputé | 6 min 36 s 18 | 6e     |

### Badminton
| Athlète(s)               | Compétition | Phase de groupes                   | Phase de groupes                          | Phase de groupes                       | Phase de groupes                       | Phase de groupes | 8e de finale             | Quarts de finale                        | Demi-finale                             | Finale / 3e place                          | Finale / 3e place                  |
| Athlète(s)               | Compétition | Adversaire(s) Résultat             | Adversaire(s) Résultat                    | Adversaire(s) Résultat                 | Adversaire(s) Résultat                 | Rang             | Adversaire(s) Résultat   | Adversaire(s) Résultat                  | Adversaire(s) Résultat                  | Adversaire(s) Résultat                     | Rang                               |
| ------------------------ | ----------- | ---------------------------------- | ----------------------------------------- | -------------------------------------- | -------------------------------------- | ---------------- | ------------------------ | --------------------------------------- | --------------------------------------- | ------------------------------------------ | ---------------------------------- |
| Shi Yuqi                 | Simple      | Opti Victoire par forfait          | Toti (en) Victoire 21-9, 21-10            | Non disputé                            | Non disputé                            | 1er du gr. A     | Exempté                  | Vitidsarn Défaite 12-21, 10-21          | Éliminé                                 | Éliminé                                    | 8e                                 |
| Li Shifeng               | Simple      | Künzi Victoire 21-13, 21-13        | Opeyori Victoire 21-17, 21-17             | Non disputé                            | Non disputé                            | 1er du gr. N     | Loh Défaite 21-23, 15-21 | Éliminé                                 | Éliminé                                 | Éliminé                                    | 9e                                 |
| Liang Weikeng Wang Chang | Double      | Dong / Yakura Victoire 21-5, 21-12 | Lane / Vendy Victoire 21-18, 13-21, 21-14 | Chia / Soh Victoire 24-22, 21-14       | Non disputé                            | 1er du gr. A     | Non disputé              | Alfian / Ardianto Victoire 24-22, 22-10 | Chia / Soh Victoire 21-19, 15-21, 21-17 | Lee / Wang C-l Défaite 17-21, 21-18, 19-21 | Médaille d'argent, Jeux olympiques |
| Liu Yuchen Ou Xuanyi     | Double      | Chiu / Yuan Victoire 21-13, 21-14  | Astrup / Rasmussen Défaite 15-21, 13-21   | Hoki / Kobayashi Victoire 22-20, 21-18 | Lee / Wang Défaite 21-17, 17-21, 22-24 | 3e du gr. D      | Non disputé              | Éliminés                                | Éliminés                                | Éliminés                                   | 9e                                 |

| Athlète(s)              | Compétition | Phase de groupes                         | Phase de groupes                                   | Phase de groupes                            | Phase de groupes | 8e de finale                 | Quarts de finale                           | Demi-finale                                     | Finale / 3e place               | Finale / 3e place                  |
| Athlète(s)              | Compétition | Adversaire(s) Résultat                   | Adversaire(s) Résultat                             | Adversaire(s) Résultat                      | Rang             | Adversaire(s) Résultat       | Adversaire(s) Résultat                     | Adversaire(s) Résultat                          | Adversaire(s) Résultat          | Rang                               |
| ----------------------- | ----------- | ---------------------------------------- | -------------------------------------------------- | ------------------------------------------- | ---------------- | ---------------------------- | ------------------------------------------ | ----------------------------------------------- | ------------------------------- | ---------------------------------- |
| Chen Yufei              | Simple      | Li Victoire 21-14, 17-21, 21-9           | Blichfeldt Victoire 21-8, 19-21, 21-11             | Non disputé                                 | 1re du gr. P     | Exemptée                     | He Défaite 16-21, 17-21                    | Éliminée                                        | Éliminée                        | 5e                                 |
| He Bingjiao             | Simple      | Az Zahra Victoire 21-8, 21-7             | Gilmour Victoire 24-22, 21-8                       | Non disputé                                 | 1re du gr. N     | Sindhu Victoire 21-19, 21-14 | Chen Victoire 21-16, 21-17)                | Marín Victoire 14-21, 8-10, ab.                 | An Défaite 13-21, 16-21         | Médaille d'argent, Jeux olympiques |
| Chen Qingchen Jia Yifan | Double      | Tan / Muralitharan Victoire 21-17, 22-20 | Rahayu / Ramadhanti Victoire 21-12, 24-22          | Matsumoto / Nagahara Victoire 21-16, 21-15  | 1er du gr. A     | Non disputé                  | G. Stoeva / S. Stoeva Victoire 21-15, 21-8 | Tan / Muralitharan Victoire 21-12, 18-21, 21-15 | Liu / Tan Victoire 22-20, 21-15 | Médaille d'or, Jeux olympiques     |
| Liu Shengshu Tan Ning   | Double      | A. Xu / K. Xu Victoire 21-11, 21-14      | G. Stoeva / S. Stoeva Victoire 19-21, 21-10, 21-16 | Yeung N.T / Yeung P.L Victoire 21-18, 21-15 | 1er du gr. B     | Non disputé                  | Baek / Lee Victoire 21-9, 21-13            | Matsuyama / Shida Victoire 21-16, 21-19         | Chen / Jia Défaite 20-22, 15-21 | Médaille d'argent, Jeux olympiques |

| Athlètes                   | Phase de groupes                       | Phase de groupes                       | Phase de groupes                       | Phase de groupes | Quart de finale                       | Demi-finale                                | Finale / 3e place                | Finale / 3e place              |
| Athlètes                   | Adversaires Résultat                   | Adversaires Résultat                   | Adversaires Résultat                   | Rang             | Adversaires Résultat                  | Adversaires Résultat                       | Adversaires Résultat             | Rang                           |
| -------------------------- | -------------------------------------- | -------------------------------------- | -------------------------------------- | ---------------- | ------------------------------------- | ------------------------------------------ | -------------------------------- | ------------------------------ |
| Zheng Siwei Huang Yaqiong  | Gicquel / Delrue Victoire 21-14, 23-21 | Rivaldy / Mentari Victoire 21-10, 21-3 | Kim / Jeong Victoire 21-13, 21-14      | 1er du gr. A     | Feng / Huang D. Victoire 21-16, 21-15 | Watanabe / Higashino Victoire 21-14, 21-15 | Kim / Jeong Victoire 21-8, 21-11 | Médaille d'or, Jeux olympiques |
| Feng Yanzhe Huang Dongping | Chiu / Gai Victoire 21-11, 21-14       | Hee / Tan Victoire 21-13, 21-17        | Chen / Toh Défaite 21-17, 15-21, 16-21 | 2e du gr. D      | Zheng / Huang Y. Défaite 16-21, 15-21 | Éliminés                                   | Éliminés                         | 5e                             |

### Basket-ball
| Épreuve         | Phase de groupe     | Phase de groupe     | Phase de groupe     | Phase de groupe | Quart de finale     | Demi-finale         | Finale / MB         | Rang |
| Épreuve         | Adversaire Résultat | Adversaire Résultat | Adversaire Résultat | Rang            | Adversaire Résultat | Adversaire Résultat | Adversaire Résultat | Rang |
| --------------- | ------------------- | ------------------- | ------------------- | --------------- | ------------------- | ------------------- | ------------------- | ---- |
| Tournoi féminin | Espagne D 89-90     | Serbie D 59-81      | Puerto Rico V 80-58 | 3e              | Éliminées           | Éliminées           | Éliminées           | 9e   |

Équipe de basket-ball à cinq féminin :
- 4 -	 Li Yuan : G
- 5  - Wang Siyu : G
- 6  - Wu Tongtong : G
- 7 - 	Yang Liwei  : PG
- 8	- Yang Shuyu : F
- 9	- Li Meng : SG
- 10 -	Zhang Ru : F
- 11	- Huang Sijing : PF
- 12	- Luo Xinyu : F
- 13	- Sun Mengran : C
- 14 - Li Yueru : C
- 15 - Han Xu : C

| Épreuve          | Phase de poules     | Phase de poules     | Phase de poules     | Phase de poules     | Phase de poules     | Phase de poules     | Phase de poules     | Phase de poules | Quart de finale     | Demi-finale         | Finale / MB         | Rang     |
| Épreuve          | Adversaire Résultat | Adversaire Résultat | Adversaire Résultat | Adversaire Résultat | Adversaire Résultat | Adversaire Résultat | Adversaire Résultat | Rang            | Adversaire Résultat | Adversaire Résultat | Adversaire Résultat | Rang     |
| ---------------- | ------------------- | ------------------- | ------------------- | ------------------- | ------------------- | ------------------- | ------------------- | --------------- | ------------------- | ------------------- | ------------------- | -------- |
| Tournoi masculin | Pays-Bas D 16-21    | Serbie V 21-15      | Lettonie D 8-22     | Pologne D 17-22     | Lituanie D 16-21    | États-Unis D 17-21  | France D 12-21      | 8e              | Éliminés            | Éliminés            | Éliminés            | Éliminés |

Équipe de basket-ball à trois masculin :
- Lu Wenbo
- Zhang Ning
- Zhao Jiaren
- Zhu Yuanbo

| Épreuve         | Phase de poules     | Phase de poules     | Phase de poules     | Phase de poules     | Phase de poules     | Phase de poules     | Phase de poules     | Phase de poules | Quart de finale     | Demi-finale         | Finale / MB         | Rang     |
| Épreuve         | Adversaire Résultat | Adversaire Résultat | Adversaire Résultat | Adversaire Résultat | Adversaire Résultat | Adversaire Résultat | Adversaire Résultat | Rang            | Adversaire Résultat | Adversaire Résultat | Adversaire Résultat | Rang     |
| --------------- | ------------------- | ------------------- | ------------------- | ------------------- | ------------------- | ------------------- | ------------------- | --------------- | ------------------- | ------------------- | ------------------- | -------- |
| Tournoi féminin | France V 21-19      | Canada D 11-21      | Australie D 15-21   | Espagne V 14-11     | Allemagne D 15-18   | Azerbaïdjan D 19-21 | États-Unis D 12-14  | 6e              | États-Unis D 13-21  | Éliminés            | Éliminés            | Éliminés |

Équipe de basket-ball à trois féminin :
- Chen Mingling
- Wan Jiyuan
- Wang Lili
- Zhang Zhiting

### Boxe
| Athlète                    | Catégorie                | 16e de finale       | 8e de finale        | Quart de finale     | Demi-finale         | Finale              | Rang |
| Athlète                    | Catégorie                | Adversaire Résultat | Adversaire Résultat | Adversaire Résultat | Adversaire Résultat | Adversaire Résultat | Rang |
| -------------------------- | ------------------------ | ------------------- | ------------------- | ------------------- | ------------------- | ------------------- | ---- |
| Tuohetaerbieke Tanglatihan | Poids mi-lourds (-80 kg) | Exempté             | Pinales D 0 - 5     | Éliminé             | Éliminé             | Éliminé             | 9e   |
| Han Xuezhen                | Poids lourds (-92 kg)    | Non disputé         | Reyes D 1 - 4       | Éliminé             | Éliminé             | Éliminé             | 9e   |

| Athlète    | Catégorie              | 16e de finale       | 8e de finale        | Quart de finale     | Demi-finale         | Finale              | Rang                               |
| Athlète    | Catégorie              | Adversaire Résultat | Adversaire Résultat | Adversaire Résultat | Adversaire Résultat | Adversaire Résultat | Rang                               |
| ---------- | ---------------------- | ------------------- | ------------------- | ------------------- | ------------------- | ------------------- | ---------------------------------- |
| Wu Yu      | Poids mouches (-50 kg) | Exemptée            | Zareen V 5 - 0      | Raksat V 5 - 0      | Kyzaibay V 4 - 1    | Çakıroğlu V 4 -1    | Médaille d'or, Jeux olympiques     |
| Chang Yuan | Poids coqs (-54 kg)    | Exemptée            | Lehane V 5 - 0      | Petrova V 4 - 1     | Pang V 3 - 2        | Akbaş V 5 - 0       | Médaille d'or, Jeux olympiques     |
| Xu Zichun  | Poids plumes (-57 kg)  | Testa V 3 - 2       | Arboleda V 3 - 2    | Petecio D 0 - 5     | Éliminée            | Éliminée            | 5e                                 |
| Yang Wenlu | Poids légers (-60 kg)  | Exemptée            | Linh V 5 - 0        | Šadrina V 3 - 2     | Wu V 4 - 1          | Harrington D 1 - 4  | Médaille d'argent, Jeux olympiques |
| Yang Liu   | Poids welters (-66 kg) | Exemptée            | dos Santos V 5 - 0  | Derieuw V 5 - 0     | Chen V 4 - 1        | Khelif D 0 - 5      | Médaille d'argent, Jeux olympiques |
| Li Qian    | Poids moyens (-75 kg)  | Non disputé         | Bacyadan V 5 - 0    | Borgohain V 4 - 1   | Parker V 5 - 0      | Bylon V 4 - 1       | Médaille d'or, Jeux olympiques     |

### Breakdance
| Athlète    | Surnom    | Catégorie | Phase préliminaire           | Phase préliminaire          | Phase préliminaire          | Quart de finale             | Demi-finale                 | Finale                      | Rang |
| Athlète    | Surnom    | Catégorie | Tour 1                       | Tour 2                      | Tour 3                      | Adversaire Résultat (Votes) | Adversaire Résultat (Votes) | Adversaire Résultat (Votes) | Rang |
| Athlète    | Surnom    | Catégorie | Adversaire Résultat (Votes)  | Adversaire Résultat (Votes) | Adversaire Résultat (Votes) | Adversaire Résultat (Votes) | Adversaire Résultat (Votes) | Adversaire Résultat (Votes) | Rang |
| ---------- | --------- | --------- | ---------------------------- | --------------------------- | --------------------------- | --------------------------- | --------------------------- | --------------------------- | ---- |
| Qi Xiangyu | Lithe-ing | B-Boys    | Hiro10 Victoire 2(15) - 0(3) | Victor Défaite 0(3) - 2(15) | Shingekix Nul 1(1) - 1(1)   | Éliminé                     | Éliminé                     | Éliminé                     | 10e  |

| Athlète       | Surnom | Catégorie | Phase préliminaire               | Phase préliminaire                   | Phase préliminaire          | Quart de finale             | Demi-finale                 | Finale                      | Rang                                |
| Athlète       | Surnom | Catégorie | Tour 1                           | Tour 2                               | Tour 3                      | Adversaire Résultat (Votes) | Adversaire Résultat (Votes) | Adversaire Résultat (Votes) | Rang                                |
| Athlète       | Surnom | Catégorie | Adversaire Résultat (Votes)      | Adversaire Résultat (Votes)          | Adversaire Résultat (Votes) | Adversaire Résultat (Votes) | Adversaire Résultat (Votes) | Adversaire Résultat (Votes) | Rang                                |
| ------------- | ------ | --------- | -------------------------------- | ------------------------------------ | --------------------------- | --------------------------- | --------------------------- | --------------------------- | ----------------------------------- |
| Liu Qingyi    | 671    | B-Girls   | Sunny Choi Victoire 2(16) - 0(2) | Vanessa Marina Victoire 2(14) - 0(4) | India Défaite 0(3) - 2(15)  | Kate Victoire 3(20) - 0(7)  | Nicka Défaite 1(9) - 2(18)  | India Victoire 2(19) - 1(8) | Médaille de bronze, Jeux olympiques |
| Zeng Yingying | Yingzi | B-Girls   | Elmanouny Victoire 2(18) - 0(0)  | Anti Victoire 2(16) - 0(2)           | Ami Défaite 0(1) - 2(17)    | Nicka Défaite 0(1) - 3(26)  | Éliminée                    | Éliminée                    | 8e                                  |

### Canoë-kayak

#### Course en ligne
| Athlète(s)                                          | Compétition | Séries        | Séries | Quarts de finale | Quarts de finale | Demi-finale   | Demi-finale | Finale        | Finale                         |
| Athlète(s)                                          | Compétition | Temps         | Rang   | Temps            | Rang             | Temps         | Rang        | Temps         | Rang                           |
| --------------------------------------------------- | ----------- | ------------- | ------ | ---------------- | ---------------- | ------------- | ----------- | ------------- | ------------------------------ |
| Ji Bowen                                            | C1 1 000 m  | 4 min 2 s 85  | 5e     | 3 min 56 s 36    | 2e               | 3 min 46 s 48 | 7e          | 3 min 58 s 13 | 15e                            |
| Liu Hao                                             | C1 1 000 m  | 3 min 45 s 85 | 2e     | Exempté          | Exempté          | 4 min 1 s 95  | 7e          | 3 min 52 s 25 | 13e                            |
| • Ji Bowen • Liu Hao                                | C2 500 m    | 1 min 37 s 40 | 1re    | Exemptés         | Exemptés         | 1 min 40 s 83 | 1re         | 1 min 39 s 48 | Médaille d'or, Jeux olympiques |
| Zhang Dong                                          | K1 1 000 m  | 3 min 35 s 83 | 4e     | 3 min 37 s 75    | 4e               | Éliminé       | Éliminé     | Éliminé       | Éliminé                        |
| • Bu Tinglai • Zhang Dong                           | K2 500 m    | 1 min 36 s 79 | 4e     | 1 min 29 s 58    | 5e               | Éliminés      | Éliminés    | Éliminés      | Éliminés                       |
| • Bu Tinglai • Wang Congkang • Zhang Dong • Dong Yi | K4 500 m    | 1 min 25 s 00 | 5e     | 1 min 21 s 31    | 7e               | Éliminés      | Éliminés    | Éliminés      | Éliminés                       |

| Athlète(s)                                         | Compétition | Séries        | Séries | Quarts de finale | Quarts de finale | Demi-finale   | Demi-finale | Finale        | Finale                         |
| Athlète(s)                                         | Compétition | Temps         | Rang   | Temps            | Rang             | Temps         | Rang        | Temps         | Rang                           |
| -------------------------------------------------- | ----------- | ------------- | ------ | ---------------- | ---------------- | ------------- | ----------- | ------------- | ------------------------------ |
| Liu Wenjun                                         | C1 200 m    | 46 s 84       | 3e     | 48 s 13          | 2e               | 45 s 70       | 4e          | 45 s 23       | 7e                             |
| • Xu Shixiao • Sun Mengya                          | C2 500 m    | 1 min 54 s 45 | 1re    | Exemptées        | Exemptées        | 1 min 53 s 73 | 1re         | 1 min 52 s 81 | Médaille d'or, Jeux olympiques |
| Wang Nan                                           | K1 500 m    | 1 min 51 s 28 | 1re    | Exemptée         | Exemptée         | 1 min 50 s 96 | 2e          | 1 min 50 s 89 | 5e                             |
| Yin Mengdie                                        | K1 500 m    | 1 min 52 s 29 | 4e     | 1 min 49 s 74    | 2e               | 1 min 50 s 52 | 4e          | 1 min 53 s 25 | 13e                            |
| • Yu Shimeng • Chen Yule                           | K2 500 m    | 1 min 42 s 70 | 2e     | Exemptées        | Exemptées        | 1 min 44 s 45 | 8e          | 1 min 46 s 26 | 14e                            |
| • Li Dongyin • Yin Mengdie • Wang Nan • Sun Yuewen | K4 500 m    | 1 min 33 s 64 | 3e     | Non disputé      | Non disputé      | Exemptées     | Exemptées   | 1 min 33 s 57 | 5e                             |

#### Slalom
| Athlète    | Compétition | Éliminatoires | Éliminatoires | Éliminatoires | Éliminatoires | Éliminatoires  | Éliminatoires | Demi-finale | Demi-finale | Finale   | Finale   |
| Athlète    | Compétition | Manche 1      | Manche 1      | Manche 2      | Manche 2      | Meilleur temps | Rang          | Demi-finale | Demi-finale | Finale   | Finale   |
| Athlète    | Compétition | Temps         | Rang          | Temps         | Rang          | Meilleur temps | Rang          | Temps       | Rang        | Temps    | Rang     |
| ---------- | ----------- | ------------- | ------------- | ------------- | ------------- | -------------- | ------------- | ----------- | ----------- | -------- | -------- |
| Quan Xin   | K1 hommes   | 87 s 23       | 7e            | 89 s 80       | 10e           | 87 s 23        | 11e           | 95 s 95     | 11e         | 94 s 75  | 11e      |
| Huang Juan | C1 femmes   | 112 s 88      | 15e           | 108 s 47      | 11e           | 108 s 47       | 14e           | 121 s 64    | 15e         | Éliminée | Éliminée |
| Li Shiting | K1 femmes   | 110 s 39      | 23e           | 101 s 63      | 20e           | 101 s 63       | 20e           | 111 s 04    | 16e         | Éliminée | Éliminée |

| Athlète    | Compétition | Contre-la-montre | Contre-la-montre | 1er tour | Repêchage | Séries   | Quarts de finale | Demi- finales | Finale   | Classement final |
| Athlète    | Compétition | Temps            | Rang             | Rang     | Rang      | Rang     | Rang             | Rang          | Rang     | Classement final |
| ---------- | ----------- | ---------------- | ---------------- | -------- | --------- | -------- | ---------------- | ------------- | -------- | ---------------- |
| Quan Xin   | KX1 hommes  | 69 s 13          | 13e              | 1er      | Exempté   | 4e       | Éliminé          | Éliminé       | Éliminé  | 26e              |
| Li Shiting | KX1 femmes  | 77 s 40          | 25e              | 3e       | 3e        | Éliminée | Éliminée         | Éliminée      | Éliminée | 34e              |

### Cyclisme

#### BMX
| Athlète    | Compétition | Tour de classement | Tour de classement | Tour de classement | Tour de classement | Finale   | Finale   | Finale           | Finale                         |
| Athlète    | Compétition | Manche 1           | Manche 2           | Moyenne            | Rang               | Manche 1 | Manche 2 | Meilleure manche | Rang                           |
| ---------- | ----------- | ------------------ | ------------------ | ------------------ | ------------------ | -------- | -------- | ---------------- | ------------------------------ |
| Sun Jiaqi  | Femmes      | 90,36              | 91,70              | 91,03              | 3e                 | 70,80    | 60,10    | 70,80            | 7e                             |
| Deng Yawen | Femmes      | 91,80              | 91,10              | 91,45              | 2e                 | 92,50    | 92,60    | 92,60            | Médaille d'or, Jeux olympiques |

#### Piste
| Athlète(s)                              | Compétition                 | Qualification        | Qualification | 32e de finale                   | Repêchage 1                            | 16e de finale                   | Repêchage 2                     | 8e de finale                    | Repêchage 3                     | Quarts de finale                | Demi-finale                     | Finale Match de classement      | Finale Match de classement |
| Athlète(s)                              | Compétition                 | Temps Vitesse (km/h) | Rang          | Adversaire Temps Vitesse (km/h) | Adversaire Temps Vitesse (km/h)        | Adversaire Temps Vitesse (km/h) | Adversaire Temps Vitesse (km/h) | Adversaire Temps Vitesse (km/h) | Adversaire Temps Vitesse (km/h) | Adversaire Temps Vitesse (km/h) | Adversaire Temps Vitesse (km/h) | Adversaire Temps Vitesse (km/h) | Rang                       |
| --------------------------------------- | --------------------------- | -------------------- | ------------- | ------------------------------- | -------------------------------------- | ------------------------------- | ------------------------------- | ------------------------------- | ------------------------------- | ------------------------------- | ------------------------------- | ------------------------------- | -------------------------- |
| Zhou Yu                                 | Vitesse individuelle hommes | 9 s 514 (75,678)     | 18e           | Turnbull D 9 s 939 (72,442)     | Tjon En Fa Spiegel D 9 s 999 (72,007)  | Éliminé                         | Éliminé                         | Éliminé                         | Éliminé                         | Éliminé                         | Éliminé                         | Éliminé                         | 20e                        |
| Liu Qi                                  | Vitesse individuelle hommes | 9 s 904 (72,698)     | 28e           | Éliminé                         | Éliminé                                | Éliminé                         | Éliminé                         | Éliminé                         | Éliminé                         | Éliminé                         | Éliminé                         | Éliminé                         | Éliminé                    |
| • Guo Shuai • Zhou Yu • Liu Qi          | Vitesse par équipes hommes  | 42 s 606 (63,371)    | 6e            | Australie D 42 s 635 (63,328)   | Non disputé                            | Non disputé                     | Non disputé                     | Non disputé                     | Non disputé                     | Non disputé                     | Non disputé                     | Canada D 42 s 532 (63,482)      | 7e                         |
| Bao Shanju                              | Vitesse individuelle femmes | 10 s 744 (67,014)    | 22e           | Andrews D 10 s 866 (66,140)     | Peet Verdugo Osuna D 11 s 155 (64,545) | Éliminée                        | Éliminée                        | Éliminée                        | Éliminée                        | Éliminée                        | Éliminée                        | Éliminée                        | 22e                        |
| Yuan Liying                             | Vitesse individuelle femmes | DNS                  | DNS           | Éliminée                        | Éliminée                               | Éliminée                        | Éliminée                        | Éliminée                        | Éliminée                        | Éliminée                        | Éliminée                        | Éliminée                        | Éliminée                   |
| • Guo Yufang • Bao Shanju • Yuan Liying | Vitesse par équipes femmes  | 46 s 458 (58,117)    | 5e            | Pays-Bas V 46 s 362 (58,237)    | Non disputé                            | Non disputé                     | Non disputé                     | Non disputé                     | Non disputé                     | Non disputé                     | Non disputé                     | Mexique D 46 s 572 (57,975)     | 6e                         |

| Athlète     | Compétition | 1er tour | Repêchage | Quarts de finale | Demi-finale | Finale   |
| Athlète     | Compétition | Rang     | Rang      | Rang             | Rang        | Rang     |
| ----------- | ----------- | -------- | --------- | ---------------- | ----------- | -------- |
| Zhou Yu     | Hommes      | 4e       | 5e        | Éliminé          | Éliminé     | Éliminé  |
| Liu Qi      | Hommes      | 3e       | 3e        | Éliminé          | Éliminé     | Éliminé  |
| Guo Yufang  | Femmes      | 2e       | Exemptée  | 5e               | Éliminée    | Éliminée |
| Yuan Liying | Femmes      | 2e       | Exemptée  | 5e               | Éliminée    | Éliminée |

| Athlète   | Compétition | Scratch | Scratch | Course tempo | Course tempo | Élimination | Élimination | Course aux points | Course aux points | Total  | Total |
| Athlète   | Compétition | Points  | Rang    | Points       | Rang         | Points      | Rang        | Points            | Rang              | Points | Rang  |
| --------- | ----------- | ------- | ------- | ------------ | ------------ | ----------- | ----------- | ----------------- | ----------------- | ------ | ----- |
| Liu Jiali | Femmes      | 18      | 12e     | 10           | 16e          | 10          | 16e         | 0                 | 22e               | 38     | 19e   |

#### Route
| Athlète      | Compétition     | Temps           | Rang |
| ------------ | --------------- | --------------- | ---- |
| Lyu Xianjing | Course en ligne | 6 h 39 min 27 s | 68e  |

| Athlète  | Compétition      | Temps          | Rang |
| -------- | ---------------- | -------------- | ---- |
| Tang Xin | Course en ligne  | NPT            | NPT  |
| Tang Xin | Contre-la-montre | 45 min 59 s 44 | 32e  |

#### VTT
| Athlète     | Compétition | Temps          | Rang |
| ----------- | ----------- | -------------- | ---- |
| Mi Jiujiang | Hommes      | - 2 tours      | 33e  |
| Wu Zhifan   | Femmes      | 1 h 36 min 7 s | 22e  |

### Équitation
| Athlète       | Cheval                  | Compétition | Dressage  | Dressage | Cross-country | Cross-country | Cross-country | Saut d'obstacles | Saut d'obstacles | Saut d'obstacles | Saut d'obstacles | Saut d'obstacles | Saut d'obstacles | Total     | Total |
| Athlète       | Cheval                  | Compétition | Dressage  | Dressage | Cross-country | Cross-country | Cross-country | Qualification    | Qualification    | Qualification    | Finale           | Finale           | Finale           | Total     | Total |
| Athlète       | Cheval                  | Compétition | Pénalités | Rang     | Pénalités     | Total         | Rang          | Pénalités        | Total            | Rang             | Pénalités        | Total            | Rang             | Pénalités | Rang  |
| ------------- | ----------------------- | ----------- | --------- | -------- | ------------- | ------------- | ------------- | ---------------- | ---------------- | ---------------- | ---------------- | ---------------- | ---------------- | --------- | ----- |
| Alex Hua Tian | Jilsonne Van Bareelhof  | Individuel  | 22,00     | 3e       | 20,60         | 42,60         | 32e           | 1,60             | 44,20            | 25e              | 0,00             | 44,20            | 23e              | 44,20     | 23e   |
| Sun Huadong   | Lady Chin V'T Moerven Z | Individuel  | 33,60     | 36e      | NPT           | NPT           | NPT           | NPT              | NPT              | NPT              | NPT              | NPT              | NPT              | NPT       | NPT   |

### Escalade
| Athlète     | Compétition | Qualification au temps | Qualification au temps | Qualification en duel             | Quart de finale                    | Demi-finale                           | Finale                           | Rang                               | Rang |
| Athlète     | Compétition | Temps                  | Rang                   | Adversaire Résultat               | Adversaire Résultat                | Adversaire Résultat                   | Adversaire Résultat              | Rang                               | Rang |
| ----------- | ----------- | ---------------------- | ---------------------- | --------------------------------- | ---------------------------------- | ------------------------------------- | -------------------------------- | ---------------------------------- | ---- |
| Long Jinbao | Hommes      | 5 s 29                 | 11e                    | Zurloni Défaite 5 s 06 - 5 s 18   | Éliminé                            | Éliminé                               | Éliminé                          | 11e                                |      |
| Wu Peng     | Hommes      | 5 s 01                 | 5e                     | Shin Victoire 5 s 00 - 7 s 24     | Zurloni Victoire 4 s 995 - 4 s 997 | Watson Victoire 4 s 85 - 4 s 93       | Leonardo Défaite 4 s 77 - 4 s 75 | Médaille d'argent, Jeux olympiques |      |
| Deng Lijuan | Femmes      | 6 s 40                 | 5e                     | Viglione Victoire 6 s 48 - 6 s 86 | Dewi Victoire 6 s 363 - 6 s 369    | Sallsabillah Victoire 6 s 38 - 6 s 41 | Mirosław Défaite 6 s 18 - 6 s 10 | Médaille d'argent, Jeux olympiques |      |
| Zhou Yafei  | Femmes      | 6 s 369                | 4e                     | Colli Victoire 6 s 55 - 6 s 84    | Kałucka Défaite 6 s 58 - 6 s 49    | Éliminée                              | Éliminée                         | 7e                                 |      |

| Athlète       | Compétition | Demi-finale | Demi-finale | Demi-finale | Demi-finale | Demi-finale | Demi-finale             | Demi-finale     | Finale   | Finale   | Finale   | Finale   | Finale   | Finale                  | Finale          | Rang |
| Athlète       | Compétition | Bloc        | Bloc        | Bloc        | Bloc        | Bloc        | Points de la difficulté | Total de points | Bloc     | Bloc     | Bloc     | Bloc     | Bloc     | Points de la difficulté | Total de points | Rang |
| Athlète       | Compétition | Passages    | Passages    | Passages    | Passages    | Points      | Points de la difficulté | Total de points | Passages | Passages | Passages | Passages | Points   | Points de la difficulté | Total de points | Rang |
| Athlète       | Compétition | 1er         | 2e          | 3e          | 4e          | Points      | Points de la difficulté | Total de points | 1er      | 2e       | 3e       | 4e       | Points   | Points de la difficulté | Total de points | Rang |
| ------------- | ----------- | ----------- | ----------- | ----------- | ----------- | ----------- | ----------------------- | --------------- | -------- | -------- | -------- | -------- | -------- | ----------------------- | --------------- | ---- |
| Pan Yufei     | Hommes      | 4,9         | 9,6         | 5,0         | 9,5         | 29,0        | 30,1                    | 59,1            | Éliminé  | Éliminé  | Éliminé  | Éliminé  | Éliminé  | Éliminé                 | Éliminé         | 12e  |
| Zhang Yuetong | Femmes      | 4,8         | 10,0        | 10,0        | 4,9         | 29,7        | 68,0                    | 97,7            | Éliminée | Éliminée | Éliminée | Éliminée | Éliminée | Éliminée                | Éliminée        | 13e  |
| Luo Zhilu     | Femmes      | 4,8         | 24,9        | 9,4         | 24,5        | 63,6        | 48,1                    | 111,7           | Éliminée | Éliminée | Éliminée | Éliminée | Éliminée | Éliminée                | Éliminée        | 10e  |

### Escrime
| Athlète(s)                                     | Compétition        | 32e de finale       | 16e de finale       | 8e de finale        | Quarts de finale    | Demi-finale         | Finale              | Rang |
| Athlète(s)                                     | Compétition        | Adversaire Résultat | Adversaire Résultat | Adversaire Résultat | Adversaire Résultat | Adversaire Résultat | Adversaire Résultat | Rang |
| ---------------------------------------------- | ------------------ | ------------------- | ------------------- | ------------------- | ------------------- | ------------------- | ------------------- | ---- |
| Wang Zijie                                     | Épée individuelle  | Exempté             | Limardo V 15-12     | Kano D 4 - 15       | Éliminé             | Éliminé             | Éliminé             | 13e  |
| Mo Ziwei                                       | Fleuret individuel | Exempté             | Toldo V 15 - 7      | Cheung D 10- 15     | Éliminé             | Éliminé             | Éliminé             | 15e  |
| Chen Haiwei                                    | Fleuret individuel | Exempté             | Meinhardt D 7 - 15  | Éliminé             | Éliminé             | Éliminé             | Éliminé             | 22e  |
| Xu Jie                                         | Fleuret individuel | Exempté             | Macchi D 10 - 15    | Éliminé             | Éliminé             | Éliminé             | Éliminé             | 21e  |
| • Mo Ziwei • Chen Haiwei • Xu Jie • Wu Bin (R) | Fleuret par équipe | Non disputé         | Non disputé         | Non disputé         | France D 35 - 45    | Canada V 45 - 32    | Pologne V 45 - 30   | 5e   |
| Shen Chenpeng                                  | Sabre individuel   | Exempté             | Gallo V 15 - 6      | Park V 15 - 11      | Ferjani D 14 - 15   | Éliminé             | Éliminé             | 7e   |

| Athlète(s)                                                     | Compétition        | 32e de finale       | 16e de finale        | 8e de finale         | Quarts de finale     | Demi-finale         | Finale              | Rang |
| Athlète(s)                                                     | Compétition        | Adversaire Résultat | Adversaire Résultat  | Adversaire Résultat  | Adversaire Résultat  | Adversaire Résultat | Adversaire Résultat | Rang |
| -------------------------------------------------------------- | ------------------ | ------------------- | -------------------- | -------------------- | -------------------- | ------------------- | ------------------- | ---- |
| Sun Yiwen                                                      | Épée individuelle  | Exemptée            | Yoshimura D 13 - 14  | Éliminée             | Éliminée             | Éliminée            | Éliminée            | 17e  |
| Yu Sihan                                                       | Épée individuelle  | Exemptée            | Lee V 15 - 13        | Candassamy V 15 - 10 | Muhari D 10 - 15     | Éliminée            | Éliminée            | 6e   |
| Tang Junyao                                                    | Épée individuelle  | Exemptée            | Muhari D 10 - 15     | Éliminée             | Éliminée             | Éliminée            | Éliminée            | 27e  |
| • Sun Yiwen • Yu Sihan • Tang Junyao • Xu Nuo (R)              | Épée par équipe    | Non disputé         | Non disputé          | Non disputé          | Ukraine V 45 - 41    | Italie D 24 - 45    | Pologne D 31 - 32   | 4e   |
| Chen Qingyuan                                                  | Fleuret individuel | Exemptée            | Zhang D 7 - 15       | Éliminée             | Éliminée             | Éliminée            | Éliminée            | 17e  |
| Huang Qianqian                                                 | Fleuret individuel | Exemptée            | El-Sharkawi V 15 - 5 | Kiefer D 9 - 15      | Éliminée             | Éliminée            | Éliminée            | 12e  |
| Wang Yuting                                                    | Fleuret individuel | Exemptée            | Harvey D 8 - 12      | Éliminée             | Éliminée             | Éliminée            | Éliminée            | 24e  |
| • Chen Qingyuan • Huang Qianqian • Wang Yuting • Jiao Enqi (R) | Fleuret par équipe | Non disputé         | Non disputé          | Non disputé          | États-Unis D 37 - 45 | France D 39 - 45    | Égypte V 45 - 18    | 7e   |
| Yang Hengyu                                                    | Sabre individuel   | Exemptée            | Bashta D 9 - 15      | Éliminée             | Éliminée             | Éliminée            | Éliminée            | 20e  |

### Golf
| Athlète     | Épreuve | 1er tour | 2e tour | 3e tour | 4e tour | Total | Total | Total                               |
| Athlète     | Épreuve | Points   | Points  | Points  | Points  | Total | Par   | Rang                                |
| ----------- | ------- | -------- | ------- | ------- | ------- | ----- | ----- | ----------------------------------- |
| Dou Zecheng | Hommes  | 69       | 70      | 77      | 73      | 289   | +5    | 53                                  |
| Yuan Yechun | Hommes  | 70       | 72      | 78      | 72      | 292   | +8    | 56                                  |
| Lin Xiyu    | Femmes  | 71       | 70      | 71      | 69      | 281   | −7    | Médaille de bronze, Jeux olympiques |
| Yin Ruoning | Femmes  | 72       | 65      | 75      | 72      | 284   | −4    | T10                                 |

### Gymnastique

#### Gymnastique artistique
| Athlète      | Qualifications | Qualifications | Qualifications | Qualifications | Qualifications    | Qualifications | Qualifications | Qualifications | Finale | Finale         | Finale  | Finale | Finale            | Finale     | Finale  | Finale                             |
| Athlète      | Agrès          | Agrès          | Agrès          | Agrès          | Agrès             | Agrès          | Total          | Rang           | Agrès  | Agrès          | Agrès   | Agrès  | Agrès             | Agrès      | Total   | Rang                               |
| Athlète      | Sol            | Cheval d'arçon | Anneaux        | Saut           | Barres parallèles | Barre fixe     | Total          | Rang           | Sol    | Cheval d'arçon | Anneaux | Saut   | Barres parallèles | Barre fixe | Total   | Rang                               |
| ------------ | -------------- | -------------- | -------------- | -------------- | ----------------- | -------------- | -------------- | -------------- | ------ | -------------- | ------- | ------ | ----------------- | ---------- | ------- | ---------------------------------- |
| Zou Jingyuan | -              | 14,600         | 15,300         | -              | 16,200            | -              | -              | -              | -      | 14,800         | 14,933  | -      | 16,000            | -          | --      | --                                 |
| Xiao Ruoteng | 13,666         | 14,266         | 13,600         | 14,733         | 14,800            | 13,833         | 84,898         | 4e             | 13,966 | 14,333         | -       | 14,800 | 14,733            | 13,433     | --      | --                                 |
| Liu Yang     | 13,200         | -              | 15,233         | 14,100         | -                 | -              | -              | -              | -      | -              | 15,500  | -      | -                 | -          | --      | --                                 |
| Zhang Boheng | 14,466         | 14,333         | 14,666         | 14,666         | 15,333            | 15,133         | 88,597         | 1er            | 14,233 | 14,433         | 14,833  | 14,533 | 15,100            | 14,733     | --      | --                                 |
| Su Weide     | 13,300         | 6,666          | -              | 12,966         | -                 | 14,400         | -              | -              | 14,333 | -              | -       | 12,766 | -                 | 11,600     | --      | --                                 |
| Total        | 41,432         | 43,199         | 45,199         | 43,499         | 46,333            | 43,366         | 263,028        | 1er            | 42,532 | 43,566         | 45,266  | 42,099 | 45,833            | 39,766     | 259,062 | Médaille d'argent, Jeux olympiques |

| Athlète      | Compétition       | Qualifications | Qualifications | Qualifications | Qualifications | Qualifications    | Qualifications | Qualifications | Qualifications | Finale | Finale         | Finale  | Finale | Finale            | Finale     | Finale | Finale                              |
| Athlète      | Compétition       | Agrès          | Agrès          | Agrès          | Agrès          | Agrès             | Agrès          | Total          | Rang           | Agrès  | Agrès          | Agrès   | Agrès  | Agrès             | Agrès      | Total  | Rang                                |
| Athlète      | Compétition       | Sol            | Cheval d'arçon | Anneaux        | Saut           | Barres parallèles | Barre fixe     | Total          | Rang           | Sol    | Cheval d'arçon | Anneaux | Saut   | Barres parallèles | Barre fixe | Total  | Rang                                |
| ------------ | ----------------- | -------------- | -------------- | -------------- | -------------- | ----------------- | -------------- | -------------- | -------------- | ------ | -------------- | ------- | ------ | ----------------- | ---------- | ------ | ----------------------------------- |
| Xiao Ruoteng | Concours général  | 13,666         | 14,266         | 13,600         | 14,733         | 14,800            | 13,833         | 84,898         | 4e             | 14,333 | 14,266         | 13,800  | 14,833 | 14,766            | 14,366     | 86,364 | Médaille de bronze, Jeux olympiques |
| Zhang Boheng | Concours général  | 14,466         | 14,333         | 14,666         | 14,666         | 15,333            | 15,133         | 88,597         | 1er            | 13,233 | 14,333         | 14,600  | 14,500 | 15,300            | 14,633     | 86,599 | Médaille d'argent, Jeux olympiques  |
| Zhang Boheng | Sol               | 14,466         | -              | -              | -              | -                 | -              | 14,466         | 6e             | 13,933 | -              | -       | -      | -                 | -          | 13,933 | 8e                                  |
| Zhang Boheng | Barres parallèles | -              | -              | -              | -              | 15,333            | -              | 15,333         | 2e             | -      | -              | -       | -      | 15,100            | -          | 15,100 | 4e                                  |
| Zhang Boheng | Barre fixe        | -              | -              | -              | -              | -                 | 15,133         | -              | 1er            | -      | -              | -       | -      | -                 | 13,966     | -      | Médaille de bronze, Jeux olympiques |
| Liu Yang     | Anneaux           | -              | -              | 15,233         | -              | -                 | -              | 15,233         | 2e             | -      | -              | 15,300  | -      | -                 | -          | 15,300 | Médaille d'or, Jeux olympiques      |
| Zou Jingyuan | Anneaux           | -              | -              | 15,300         | -              | -                 | -              | 15,300         | 1er            | -      | -              | 15,233  | -      | -                 | -          | 15,233 | Médaille d'argent, Jeux olympiques  |
| Zou Jingyuan | Barres parallèles | -              | -              | -              | -              | 16,200            | NC             | 16,200         | e              | -      | -              | -       | -      | 16,200            | -          | 16,200 | Médaille d'or, Jeux olympiques      |
| Su Weide     | Barre fixe        | -              | -              | -              | -              | -                 | 14,400         | -              | 7e             | -      | -              | -       | -      | -                 | 13,433     | -      | 5e                                  |

| Athlète     | Qualifications | Qualifications      | Qualifications | Qualifications | Qualifications | Qualifications | Finale | Finale              | Finale | Finale | Finale  | Finale |
| Athlète     | Agrès          | Agrès               | Agrès          | Agrès          | Total          | Rang           | Agrès  | Agrès               | Agrès  | Agrès  | Total   | Rang   |
| Athlète     | Saut           | Barres asymétriques | Poutre         | Sol            | Total          | Rang           | Saut   | Barres asymétriques | Poutre | Sol    | Total   | Rang   |
| ----------- | -------------- | ------------------- | -------------- | -------------- | -------------- | -------------- | ------ | ------------------- | ------ | ------ | ------- | ------ |
| Qiu Qiyuan  | 13,233         | 15,066              | 13,533         | 13,166         | 54,998         | 8e             | 13,133 | 14,300              | 14,600 | -      | -       | -      |
| Zhou Yaqin  | 13,033         | -                   | 14,866         | 13,466         | -              | -              | -      | -                   | 12,300 | 13,200 | -       | -      |
| Luo Huan    | -              | 13,900              | 13,733         | -              | -              | -              | 13,166 | 13,933              | 13,900 | -      | -       | -      |
| Ou Yushan   | 13,000         | 13,966              | 13,333         | 13,666         | 52,965         | 12e            | -      | -                   | -      | 12,733 | -       | -      |
| Zhang Yihan | 13,833         | 14,700              | -              | 13,533         | -              | -              | 13,700 | 14,433              | -      | 12,733 | -       | -      |
| Total       | 40,099         | 43,732              | 42,132         | 40,665         | 166,628        | 3e             | 39,999 | 42,666              | 40,800 | 38,666 | 162,131 | 6e     |

| Athlète     | Compétition         | Qualifications | Qualifications      | Qualifications | Qualifications | Qualifications | Qualifications | Finale | Finale              | Finale | Finale | Finale | Finale                             |
| Athlète     | Compétition         | Agrès          | Agrès               | Agrès          | Agrès          | Total          | Rang           | Agrès  | Agrès               | Agrès  | Agrès  | Total  | Rang                               |
| Athlète     | Compétition         | Saut           | Barres asymétriques | Poutre         | Sol            | Total          | Rang           | Saut   | Barres asymétriques | Poutre | Sol    | Total  | Rang                               |
| ----------- | ------------------- | -------------- | ------------------- | -------------- | -------------- | -------------- | -------------- | ------ | ------------------- | ------ | ------ | ------ | ---------------------------------- |
| Qiu Qiyuan  | Concours général    | 13,233         | 15,066              | 13,533         | 13,166         | 54,998         | 8e             | 13,133 | 13,900              | 14,500 | 13,233 | 54,766 | 7e                                 |
| Qiu Qiyuan  | Barres asymétriques | -              | 15,066              | -              | -              | 15,066         | 2e             | -      | 15,500              | -      | -      | 15,500 | Médaille d'argent, Jeux olympiques |
| Zhang Yihan | Barres asymétriques | -              | 14,700              | -              | -              | -              | 5e             | -      | 12,800              | -      | -      | -      | 8e                                 |
| Zhou Yaqin  | Poutre              | -              | -                   | 14,866         | -              | 14,866         | 1er            | -      | -                   | 14,100 | -      | 14,100 | Médaille d'argent, Jeux olympiques |
| Ou Yushan   | Concours général    | 13,000         | 13,966              | 13,333         | 13,666         | 52,965         | 12e            | 12,966 | 13,966              | 14,033 | 11,933 | 52,898 | 16e                                |
| Ou Yushan   | Sol                 | -              | -                   | -              | 13,666         | -              | 6e             | -      | -                   | -      | 13,000 | -      | 8e                                 |

#### Gymnastique rythmique
| Athlète   | Qualification | Qualification | Qualification | Qualification | Qualification | Qualification | Finale     | Finale     | Finale     | Finale     | Finale  | Finale |
| Athlète   |               |               |               |               | Total         | Rang          |            |            |            |            | Total   | Rang   |
| --------- | ------------- | ------------- | ------------- | ------------- | ------------- | ------------- | ---------- | ---------- | ---------- | ---------- | ------- | ------ |
| Wang Zilu | 34.200 (6)    | 32.000 (15)   | 30.650 (13)   | 31.250 (12)   | 128.100       | 10 Q          | 35.250 (3) | 32.700 (7) | 34.300 (4) | 29.300 (9) | 131.550 | 7e     |

| Athlètes                                                                           | Qualification | Qualification | Qualification | Qualification | Finale     | Finale     | Finale | Finale                         |
| Athlètes                                                                           | 5             | 3 + 2         | Total         | Rang          | 5          | 3 + 2      | Total  | Rang                           |
| ---------------------------------------------------------------------------------- | ------------- | ------------- | ------------- | ------------- | ---------- | ---------- | ------ | ------------------------------ |
| • Ding Xinyi • Guo Qiqi • Hao Ting • Huang Zhangjiayang • Pu Yanzhu • Wang Lanjing | 35.500 (5)    | 32.400 (3)    | 67.900        | 5e            | 36.950 (1) | 32.850 (3) | 69.800 | Médaille d'or, Jeux olympiques |

#### Trampoline
| Athlète     | Compétition | Qualifications  | Qualifications | Qualifications | Qualifications | Finale        | Finale                              |
| Athlète     | Compétition | Routine imposée | Routine libre  | Meilleure note | Rang           | Routine libre | Rang                                |
| ----------- | ----------- | --------------- | -------------- | -------------- | -------------- | ------------- | ----------------------------------- |
| Yan Langyu  | Hommes      | 61,420          | 62,220         | 62,220         | 3e             | 60,950        | Médaille de bronze, Jeux olympiques |
| Wang Zisai  | Hommes      | 60,950          | 62,230         | 62,230         | 2e             | 61,890        | Médaille d'argent, Jeux olympiques  |
| Zhu Xueying | Femmes      | 55,950          | 56,720         | 56,720         | 1er            | 55,510        | 4e                                  |
| Hu Yicheng  | Femmes      | 56,270          | --             | 56,270         | 3e             | 11,790        | 8e                                  |

### Haltérophilie
| Athlète     | Catégorie       | Arraché  | Arraché | Épaulé-jeté | Épaulé-jeté | Total  | Rang                           |
| Athlète     | Catégorie       | Résultat | Rang    | Résultat    | Rang        | Total  | Rang                           |
| ----------- | --------------- | -------- | ------- | ----------- | ----------- | ------ | ------------------------------ |
| Li Fabin    | Moins de 61 kg  | 143 kg   | 1er     | 167 kg      | 4e          | 310 kg | Médaille d'or, Jeux olympiques |
| Shi Zhiyong | Moins de 73 kg  | 165 kg   | 1er     | 191 kg      | NPT         | NPT    | NPT                            |
| Liu Huanhua | Moins de 102 kg | 186 kg   | 1er     | 220 kg      | 1er         | 406 kg | Médaille d'or, Jeux olympiques |

| Athlète     | Catégorie      | Arraché  | Arraché | Épaulé-jeté | Épaulé-jeté | Total  | Rang                           |
| Athlète     | Catégorie      | Résultat | Rang    | Résultat    | Rang        | Total  | Rang                           |
| ----------- | -------------- | -------- | ------- | ----------- | ----------- | ------ | ------------------------------ |
| Hou Zhihui  | Moins de 49 kg | 89 kg    | 2e      | 117 kg      | 1er         | 206 kg | Médaille d'or, Jeux olympiques |
| Luo Shifang | Moins de 59 kg | 107 kg   | 1er     | 134 kg      | 1er         | 241 kg | Médaille d'or, Jeux olympiques |
| Li Wenwen   | Plus de 81 kg  | 136 kg   | 1er     | 173 kg      | 1er         | 309 kg | Médaille d'or, Jeux olympiques |

### Hockey sur gazon
| Athlètes | Épreuve         | Phase éliminatoire  | Phase éliminatoire  | Phase éliminatoire  | Phase éliminatoire  | Phase éliminatoire  | Phase éliminatoire | Quart de finale     | Demi-finale         | Finale / MB         | Rang                               |
| Athlètes | Épreuve         | Adversaire Résultat | Adversaire Résultat | Adversaire Résultat | Adversaire Résultat | Adversaire Résultat | Rang               | Adversaire Résultat | Adversaire Résultat | Adversaire Résultat | Rang                               |
| -------- | --------------- | ------------------- | ------------------- | ------------------- | ------------------- | ------------------- | ------------------ | ------------------- | ------------------- | ------------------- | ---------------------------------- |
| Équipe   | Tournoi féminin | Belgique D 1 - 2    | Japon V 5 - 0       | Pays-Bas D 1 - 3    | Allemagne D 2 - 4   | France V 7 - 1      | 4e                 | Australie V 3 - 2   | Belgique V 1 - 1    | Pays-Bas D 1 - 1    | Médaille d'argent, Jeux olympiques |

Équipe féminine de hockey sur gazon :
- 1	-	Ye Jiao : Gardienne de but
- 2	- Gu Bingfeng : Défenseur
- 3	-	Yang Liu : Défenseur
- 6   -	Zhang Ying : Milieu de terrain
- 7	-	Chen Yi	: Attaquante
- 9	-	Ma Ning : Milieu de terrain
- 13	-	Li Hong : Milieu de terrain
- 16	-	Ou Zixia  : Défenseur
- 17	-	Dan Wen  : Milieu de terrain
- 18	-	Zou Meirong : Milieu de terrain
- 20	-	He Jiangxin	: Milieu de terrain
- 23	-	Fan Yunxia : Milieu de terrain
- 26	-	Chen Yang : Milieu de terrain
- 27	-	Xu Wenyu : Milieu de terrain
- 31	-	Zhong Jiaqi : Attaquante
- 35	-	Tan Jinzhuang : Défenseur
- 58	-	Yu Anhui : Attaquante

### Judo
| Athlète      | Catégorie      | 16e de finale        | 8e de finale        | Quart de finale     | Demi-finale         | Repêchage            | Finale / CB         | Rang                                |
| Athlète      | Catégorie      | Adversaire Résultat  | Adversaire Résultat | Adversaire Résultat | Adversaire Résultat | Adversaire Résultat  | Adversaire Résultat | Rang                                |
| ------------ | -------------- | -------------------- | ------------------- | ------------------- | ------------------- | -------------------- | ------------------- | ----------------------------------- |
| Guo Zongying | Moins de 48 kg | Laborde D 00 - 10    | Éliminée            | Éliminée            | Éliminée            | Éliminée             | Éliminée            | 17e                                 |
| Zhu Yeqing   | Moins de 52 kg | Khorloodoi D 00 - 10 | Éliminée            | Éliminée            | Éliminée            | Éliminée             | Éliminée            | 17e                                 |
| Cai Qi       | Moins de 57 kg | Pardayeva D 00 - 10  | Éliminée            | Éliminée            | Éliminée            | Éliminée             | Éliminée            | 17e                                 |
| Tang Jing    | Moins de 63 kg | Watanabe V 10 - 00   | Fazliu D 00 - 10    | Éliminée            | Éliminée            | Éliminée             | Éliminée            | 9e                                  |
| Ma Zhenzhao  | Moins de 78 kg | Exemptée             | Yoon V 10 - 01      | Sampaio D 00 - 10   | --                  | Lytvynenko V 10 - 00 | Wagner V 01 - 00    | Médaille de bronze, Jeux olympiques |
| Xu Shiyan    | Plus de 78 kg  | Exemptée             | Sone D 01 - 00      | Éliminée            | Éliminée            | Éliminée             | Éliminée            | 17e                                 |

### Lutte
| Athlète           | Catégorie       | 8e de finale        | Quart de finale     | Demi-finale         | Repêchage           | Finale / CB         | Rang |
| Athlète           | Catégorie       | Adversaire Résultat | Adversaire Résultat | Adversaire Résultat | Adversaire Résultat | Adversaire Résultat | Rang |
| ----------------- | --------------- | ------------------- | ------------------- | ------------------- | ------------------- | ------------------- | ---- |
| Zou Wanhao        | Moins de 57 kg  | Le D 1 - 3          | Éliminé             | Éliminé             | Uulu D 0 - 5        | Éliminé             | 10e  |
| Lu Feng           | Moins de 74 kg  | Hussen V 4 - 1      | Rassadin D 1 - 3    | Éliminé             | Éliminé             | Éliminé             | 8e   |
| Habila Awusayiman | Moins de 97 kg  | Snyder D 1 - 3      | Éliminé             | Éliminé             | Éliminé             | Éliminé             | 11e  |
| Deng Zhiwei       | Moins de 125 kg | Dhesi D 1 - 3       | Éliminé             | Éliminé             | Éliminé             | Éliminé             | 11e  |

| Athlète     | Catégorie      | 8e de finale        | Quart de finale     | Demi-finale         | Repêchage           | Finale / CB          | Rang                                |
| Athlète     | Catégorie      | Adversaire Résultat | Adversaire Résultat | Adversaire Résultat | Adversaire Résultat | Adversaire Résultat  | Rang                                |
| ----------- | -------------- | ------------------- | ------------------- | ------------------- | ------------------- | -------------------- | ----------------------------------- |
| Feng Ziqi   | Moins de 50 kg | Nada Medani V 5 - 0 | Hildebrandt D 1 - 3 | Éliminée            | Doudou V 4 - 0      | Dolgorjavyn V 3 - 1  | Médaille de bronze, Jeux olympiques |
| Pang Qianyu | Moins de 53 kg | Aquino V 4 - 0      | Malmgren V 3 - 1    | Fujinami D 0 - 4    | Exemptée            | Batkhuyagiin V 5 - 0 | Médaille de bronze, Jeux olympiques |
| Hong Kexin  | Moins de 57 kg | Boldsaikhan V 3 - 1 | Adekuoroye V 5 - 0  | Nichita D 0 - 5     | Exemptée            | Penalber V 4 - 0     | Médaille de bronze, Jeux olympiques |
| Zhou Feng   | Moins de 68 kg | Chołuj D 1 - 3      | Éliminée            | Éliminée            | Éliminée            | Éliminée             | 12e                                 |
| Wang Juan   | Moins de 76 kg | Kyzy D 1 - 3        | Éliminée            | Éliminée            | Éliminée            | Éliminée             | 14e                                 |

| Athlète      | Catégorie       | 8e de finale        | Quart de finale     | Demi-finale         | Repêchage           | Finale / CB         | Rang                                |
| Athlète      | Catégorie       | Adversaire Résultat | Adversaire Résultat | Adversaire Résultat | Adversaire Résultat | Adversaire Résultat | Rang                                |
| ------------ | --------------- | ------------------- | ------------------- | ------------------- | ------------------- | ------------------- | ----------------------------------- |
| Cao Liguo    | Moins de 60 kg  | Mohamed V 3 - 1     | Rodríguez V 3 - 1   | Ri V 3 - 1          | Exempté             | Fumita D 1 - 3      | Médaille d'argent, Jeux olympiques  |
| Qian Haitao  | Moins de 87 kg  | Beleniuk D 1 - 3    | Éliminé             | Éliminé             | Éliminé             | Éliminé             | 13e                                 |
| Meng Lingzhe | Moins de 130 kg | Krahmer V 3 - 1     | Knystautas V 3 - 1  | Acosta D 1 - 3      | Exempté             | Mohamed V 3 - 1     | Médaille de bronze, Jeux olympiques |

### Natation
| Athlète(s)                                                                | Épreuve              | Séries         | Séries | Demi-finale   | Demi-finale | Finale        | Finale                              |
| Athlète(s)                                                                | Épreuve              | Temps          | Rang   | Temps         | Rang        | Temps         | Rang                                |
| ------------------------------------------------------------------------- | -------------------- | -------------- | ------ | ------------- | ----------- | ------------- | ----------------------------------- |
| Pan Zhanle                                                                | 100 m nage libre     | 48 s 40        | 13e    | 47 s 21       | 1er         | 46 s 40       | Médaille d'or, Jeux olympiques      |
| Wang Haoyu                                                                | 100 m nage libre     | 48 s 79        | 22e    | Éliminé       | Éliminé     | Éliminé       | Éliminé                             |
| Pan Zhanle                                                                | 200 m nage libre     | 1 min 49 s 47  | 22e    | Éliminé       | Éliminé     | Éliminé       | Éliminé                             |
| Ji Xinjie                                                                 | 200 m nage libre     | 1 min 49 s 88  | 23e    | Éliminé       | Éliminé     | Éliminé       | Éliminé                             |
| Zhang Zhanshuo                                                            | 400 m nage libre     | 3 min 46 s 76  | 12e    | Non disputé   | Non disputé | Éliminé       | Éliminé                             |
| Fei Liwei                                                                 | 400 m nage libre     | 3 min 44 s 60  | 3e     | Non disputé   | Non disputé | 3 min 44 s 24 | 6e                                  |
| Zhang Zhanshuo                                                            | 800 m nage libre     | 7 min 54 s 44  | 21e    | Non disputé   | Non disputé | Éliminé       | Éliminé                             |
| Fei Liwei                                                                 | 800 m nage libre     | 7 min 47 s 11  | 10e    | Non disputé   | Non disputé | Éliminé       | Éliminé                             |
| Fei Li Wei                                                                | 1 500 m nage libre   | 14 min 50 s 06 | 9e     | Non disputé   | Non disputé | Éliminé       | Éliminé                             |
| Xu Jiayu                                                                  | 100 m dos            | 53 s 20        | 6e     | 52 s 02       | 1er         | 52 s 32       | Médaille d'argent, Jeux olympiques  |
| Xu Jiayu                                                                  | 200 m dos            | NPP            | NPP    | Éliminé       | Éliminé     | Éliminé       | Éliminé                             |
| Qin Haiyang                                                               | 100 m brasse         | 59 s 58        | 9e     | 58 s 93       | 2e          | 59 s 50       | 7e                                  |
| Sun Jiajun                                                                | 100 m brasse         | 1 min 0 s 11   | 17e    | Éliminé       | Éliminé     | Éliminé       | Éliminé                             |
| Qin Haiyang                                                               | 200 m brasse         | 2 min 10 s 98  | 15e    | 2 min 9 s 96  | 10e         | Éliminé       | Éliminé                             |
| Dong Zhihao                                                               | 200 m brasse         | 2 min 9 s 91   | 6e     | 2 min 8 s 99  | 3e          | 2 min 8 s 46  | 4e                                  |
| Wang Changhao                                                             | 100 m papillon       | 52 s 37        | 26e    | Éliminé       | Éliminé     | Éliminé       | Éliminé                             |
| Sun Jiajun                                                                | 100 m papillon       | 51 s 85        | 19e    | Éliminé       | Éliminé     | Éliminé       | Éliminé                             |
| Niu Guangsheng                                                            | 200 m papillon       | NPP            | NPP    | Éliminé       | Éliminé     | Éliminé       | Éliminé                             |
| Wang Shun                                                                 | 200 m 4 nages        | 1 min 58 s 09  | 6e     | 1 min 56 s 54 | 4e          | 1 min 56 s 00 | Médaille de bronze, Jeux olympiques |
| Zhang Zhanshuo                                                            | 400 m 4 nages        | 4 min 12 s 71  | 10e    | Non disputé   | Non disputé | Éliminé       | Éliminé                             |
| • Chen Juner • Ji Xinjie • Pan Zhanle • Wang Haoyu                        | 4 × 100 m nage libre | 3 min 11 s 62  | 1er    | Non disputé   | Non disputé | 3 min 11 s 28 | 4e                                  |
| • Fei Liwei • Ji Xinjie • Pan Zhanle • Zhang Zhanshuo • Niu Guangsheng(R) | 4 × 200 m nage libre | 7 min 7 s 72   | 6e     | Non disputé   | Non disputé | 7 min 4 s 37  | 4e                                  |
| • Qin Haiyang • Pan Zhanle • Xu Jiayu • Wang Changhao                     | 4 × 100 m 4 nages    | 3 min 31 s 58  | 2e     | Non disputé   | Non disputé | 3 min 27 s 46 | Médaille d'or, Jeux olympiques      |

| Athlète(s)                                                                          | Épreuve              | Séries         | Séries      | Demi-finale   | Demi-finale | Finale           | Finale                              |
| Athlète(s)                                                                          | Épreuve              | Temps          | Rang        | Temps         | Rang        | Temps            | Rang                                |
| ----------------------------------------------------------------------------------- | -------------------- | -------------- | ----------- | ------------- | ----------- | ---------------- | ----------------------------------- |
| Wu Qingfeng                                                                         | 50 m nage libre      | 24 s 57        | 8e          | 24 s 40       | 7e          | 24 s 37          | 7e                                  |
| Zhang Yufei                                                                         | 50 m nage libre      | 24 s 54        | 6e          | 24 s 24       | 4e          | 24 s 20          | Médaille de bronze, Jeux olympiques |
| Yang Junxuan                                                                        | 100 m nage libre     | 53 s 05        | 3e          | 52 s 81       | 4e          | 52 s 82          | 6e                                  |
| Wu Qingfeng                                                                         | 100 m nage libre     | 54 s 03        | 13e         | 53 s 34       | 9e          | Éliminée         | Éliminée                            |
| Yang Junxuan                                                                        | 200 m nage libre     | 1 min 46 s 83  | 9e          | 1 min 55 s 90 | 5e          | 1 min 55 s 38    | 5e                                  |
| Li Bingjie                                                                          | 200 m nage libre     | 1 min 56 s 28  | 4e          | 1 min 56 s 56 | 10e         | Éliminée         | Éliminée                            |
| Li Bingjie                                                                          | 400 m nage libre     | 4 min 3 s 96   | 9e          | Non disputé   | Non disputé | Éliminée         | Éliminée                            |
| Liu Yaxin                                                                           | 400 m nage libre     | 4 min 4 s 39   | 10e         | Non disputé   | Non disputé | Éliminée         | Éliminée                            |
| Li Bingjie                                                                          | 800 m nage libre     | 8 min 27 s 92  | 9e          | Non disputé   | Non disputé | Éliminée         | Éliminée                            |
| Li Bingjie                                                                          | 1 500 m nage libre   | 16 min 5 s 26  | 6e          | Non disputé   | Non disputé | 16 min 1 s 03    | 5e                                  |
| Gao Weizhong                                                                        | 1 500 m nage libre   | 16 min 27 s 11 | 13e         | Non disputé   | Non disputé | Éliminée         | Éliminée                            |
| Wan Letian                                                                          | 100 m dos            | 59 s 87        | 11e         | 1 min 0 s 06  | 12e         | Éliminée         | Éliminée                            |
| Wang Xuer                                                                           | 100 m dos            | 1 min 0 s 15   | 14e         | 59 s 89       | 11e         | Éliminée         | Éliminée                            |
| Peng Xuwei                                                                          | 200 m dos            | 2 min 8 s 29   | 1er         | 2 min 7 s 86  | 4e          | 2 min 7 s 96     | 6e                                  |
| Tang Qianting                                                                       | 100 m brasse         | 1 min 5 s 63   | 2e          | 1 min 5 s 83  | 4e          | 1 min 5 s 54     | Médaille d'argent, Jeux olympiques  |
| Yang Chang                                                                          | 100 m brasse         | 1 min 6 s 91   | 17e         | 1 min 7 s 20  | 14e         | Éliminée         | Éliminée                            |
| Ye Shiwen                                                                           | 200 m brasse         | 2 min 23 s 67  | 4e          | 2 min 23 s 13 | 5e          | 2 min 24 s 31    | 6e                                  |
| Zhang Yufei                                                                         | 100 m papillon       | 56 s 50        | 1er         | 56 s 15       | 3e          | 56 s 21          | Médaille de bronze, Jeux olympiques |
| Zhang Yufei                                                                         | 200 m papillon       | 2 min 6 s 55   | 1er         | 2 min 6 s 09  | 3e          | 2 min 5 s 09     | Médaille de bronze, Jeux olympiques |
| Chen Luying                                                                         | 200 m papillon       | 2 min 9 s 31   | 11e         | 2 min 8 s 07  | 10e         | Éliminée         | Éliminée                            |
| Yu Yiting                                                                           | 200 m 4 nages        | 2 min 10 s 28  | 2e          | 2 min 9 s 74  | 6e          | 2 min 8 s 49     | 4e                                  |
| Ye Shiwen                                                                           | 200 m 4 nages        | 2 min 10 s 96  | 8e          | 2 min 10 s 45 | 10e         | Éliminée         | Éliminée                            |
| • Cheng Yujie • Wu Qingfeng • Yang Junxuan • Zhang Yufei • Yu Yiting(R)             | 4 × 100 m nage libre | 3 min 34 s 31  | 3e          | Non disputé   | Non disputé | 3 min 30 s 30    | Médaille de bronze, Jeux olympiques |
| • Ge Chutong • Li Bingjie • Liu Yaxin • Yang Junxuan • Kong Yaqi(R) • Tang Muhan(R) | 4 × 200 m nage libre | 7 min 52 s 36  | 3e          | Non disputé   | Non disputé | 7 min 42 s 34    | Médaille de bronze, Jeux olympiques |
| • Wang Xueer • Tang Qianting • Yu Yiting • Wu Qingfeng                              | 4 × 100 m 4 nages    | 3 min 56 s 34  | 3e          | Non disputé   | Non disputé | 3 min 53 s 23    | Médaille de bronze, Jeux olympiques |
| Xin Xin                                                                             | 10 km en eau libre   | Non disputé    | Non disputé | Non disputé   | Non disputé | 2 h 27 min 2 s 9 | 24e                                 |

| Athlète(s)                                            | Épreuve           | Série         | Série | Finale        | Finale                             |
| Athlète(s)                                            | Épreuve           | Temps         | Rang  | Temps         | Rang                               |
| ----------------------------------------------------- | ----------------- | ------------- | ----- | ------------- | ---------------------------------- |
| • Pan Zhanle • Tang Qianting • Xu Jiayu • Zhang Yufei | 4 × 100 m 4 nages | 3 min 42 s 26 | 3e    | 3 min 37 s 55 | Médaille d'argent, Jeux olympiques |

### Natation artistique
| Athlètes                                                                                                  | Compétition | Programmes | Programmes | Programmes  | Total    | Rang                           |
| Athlètes                                                                                                  | Compétition | Technique  | Libre      | Acrobatique | Total    | Rang                           |
| --- | ----------- | ---------- | ---------- | ----------- | -------- | ------------------------------ |
| • Wang Liuyi • Wang Qianyi                                                                                | Duo         | 276.7867   | 289.6916   | Non disputé | 566.4783 | Médaille d'or, Jeux olympiques |
| • Chang Hao • Feng Yu • Wang Ciyue • Wang Liuyi • Wang Qianyi • Xiang Binxuan • Xiao Yanning • Zhang Yayi | Ballet      | 313.5538   | 398.8917   | 283.6934    | 996.1389 | Médaille d'or, Jeux olympiques |

### Pentathlon moderne
| Athlète    | Compétition | Compétition | Tour de classement | Tour de classement | Tour de classement | Équitation (saut d'obstacles) | Équitation (saut d'obstacles) | Équitation (saut d'obstacles) | Escrime (épée) | Escrime (épée) | Escrime (épée) | Natation (200 m nage libre) | Natation (200 m nage libre) | Natation (200 m nage libre) | Laser-Run (course + tir) | Laser-Run (course + tir) | Laser-Run (course + tir) | Total   | Rang    |
| Athlète    | Compétition | Compétition | Vict.              | Déf.               | Rang               | Temps                         | Points                        | Rang                          | BR             | Points         | Rang           | Temps                       | Points                      | Rang                        | Temps                    | Points                   | Rang                     | Total   | Rang    |
| ---------- | ----------- | ----------- | ------------------ | ------------------ | ------------------ | ----------------------------- | ----------------------------- | ----------------------------- | -------------- | -------------- | -------------- | --------------------------- | --------------------------- | --------------------------- | ------------------------ | ------------------------ | ------------------------ | ------- | ------- |
| Li Shuhuan | Hommes      | Demi-finale | 19                 | 16                 | 16e                | 65 s 26                       | 291                           | 9e                            | }2             | 222            | 9e             | 2 min 9 s 53                | 291                         | 9e                          | 10 min 23 s 61           | 677                      | 11e                      | 1481    | 12e     |
| Li Shuhuan | Hommes      | Finale      | -                  | -                  | -                  | Éliminé                       | Éliminé                       | Éliminé                       | Éliminé        | Éliminé        | Éliminé        | Éliminé                     | Éliminé                     | Éliminé                     | Éliminé                  | Éliminé                  | Éliminé                  | Éliminé | Éliminé |
| Luo Shuai  | Hommes      | Demi-finale | 17                 | 18                 | 20                 | 58 s 74                       | 286                           | 13e                           | 0              | 210            | 10e            | 2 min 6 s 75                | 297                         | 11e                         | 9 min 58 s 62            | 702                      | 3e                       | 1495    | 11e     |
| Luo Shuai  | Hommes      | Finale      | -                  | -                  | -                  | Éliminé                       | Éliminé                       | Éliminé                       | Éliminé        | Éliminé        | Éliminé        | Éliminé                     | Éliminé                     | Éliminé                     | Éliminé                  | Éliminé                  | Éliminé                  | Éliminé | Éliminé |

| Athlète      | Compétition | Compétition | Tour de classement | Tour de classement | Tour de classement | Équitation (saut d'obstacles) | Équitation (saut d'obstacles) | Équitation (saut d'obstacles) | Escrime (épée) | Escrime (épée) | Escrime (épée) | Natation (200 m nage libre) | Natation (200 m nage libre) | Natation (200 m nage libre) | Laser-Run (course + tir) | Laser-Run (course + tir) | Laser-Run (course + tir) | Total | Rang |
| Athlète      | Compétition | Compétition | Vict.              | Déf.               | Rang               | Temps                         | Points                        | Rang                          | BR             | Points         | Rang           | Temps                       | Points                      | Rang                        | Temps                    | Points                   | Rang                     | Total | Rang |
| ------------ | ----------- | ----------- | ------------------ | ------------------ | ------------------ | ----------------------------- | ----------------------------- | ----------------------------- | -------------- | -------------- | -------------- | --------------------------- | --------------------------- | --------------------------- | ------------------------ | ------------------------ | ------------------------ | ----- | ---- |
| Zhang Mingyu | Femmes      | Demi-finale | 20                 | 15                 | 7e                 | 59 s 71                       | 300                           | 3e                            | 2              | 227            | 4e             | 2 min 14 s 72               | 281                         | 5e                          | 11 min 59 s 61           | 581                      | 10e                      | 1389  | 8e   |
| Zhang Mingyu | Femmes      | Finale      | -                  | -                  | -                  | 60 s 93                       | 30                            | 3e                            | 0              | 225            | 6e             | 2 min 17 s 66               | 275                         | 10e                         | 11 min 54 s 40           | 586                      | 17e                      | 1386  | 14e  |

### Plongeon
| Athlète(s)                   | Compétition                 | Tour préliminaire | Tour préliminaire | Demi-finale | Demi-finale | Finale | Finale                             |
| Athlète(s)                   | Compétition                 | Points            | Rang              | Points      | Rang        | Points | Rang                               |
| ---------------------------- | --------------------------- | ----------------- | ----------------- | ----------- | ----------- | ------ | ---------------------------------- |
| Wang Zongyuan                | Tremplin à 3 m              | 530,65            | 1er               | 537,85      | 1er         | 530,20 | Médaille d'argent, Jeux olympiques |
| Xie Siyi                     | Tremplin à 3 m              | 509,60            | 2e                | 505,85      | 2e          | 543,60 | Médaille d'or, Jeux olympiques     |
| Cao Yuan                     | Haut-vol à 10 m             | 500,15            | 1er               | 504,00      | 1er         | 547,50 | Médaille d'or, Jeux olympiques     |
| Yang Hao                     | Haut-vol à 10 m             | 479,80            | 4e                | 490,55      | 2e          | 390,20 | 12e                                |
| • Long Daoyi • Wang Zongyuan | Tremplin à 3 m synchronisé  | Non disputé       | Non disputé       | Non disputé | Non disputé | 446,10 | Médaille d'or, Jeux olympiques     |
| • Lian Junjie • Yang Hao     | Haut-vol à 10 m synchronisé | Non disputé       | Non disputé       | Non disputé | Non disputé | 490,35 | Médaille d'or, Jeux olympiques     |

| Athlète(s)                  | Compétition                 | Tour préliminaire | Tour préliminaire | Demi-finale | Demi-finale | Finale | Finale                              |
| Athlète(s)                  | Compétition                 | Points            | Rang              | Points      | Rang        | Points | Rang                                |
| --------------------------- | --------------------------- | ----------------- | ----------------- | ----------- | ----------- | ------ | ----------------------------------- |
| Chen Yiwen                  | Tremplin à 3 m              | 356,40            | 1er               | 360,85      | 1er         | 376,00 | Médaille d'or, Jeux olympiques      |
| Chang Yani                  | Tremplin à 3 m              | 308,75            | 4e                | 320,15      | 4e          | 318,75 | Médaille de bronze, Jeux olympiques |
| Chen Yuxi                   | Haut-vol à 10 m             | 382,15            | 2e                | 403,05      | 2e          | 420,70 | Médaille d'argent, Jeux olympiques  |
| Quan Hongchan               | Haut-vol à 10 m             | 421,25            | 1er               | 421,05      | 1er         | 425,60 | Médaille d'or, Jeux olympiques      |
| • Chang Yani • Chen Yiwen   | Tremplin à 3 m synchronisé  | Non disputé       | Non disputé       | Non disputé | Non disputé | 337,68 | Médaille d'or, Jeux olympiques      |
| • Chen Yuxi • Quan Hongchan | Haut-vol à 10 m synchronisé | Non disputé       | Non disputé       | Non disputé | Non disputé | 359,10 | Médaille d'or, Jeux olympiques      |

### Rugby à sept
| Épreuve         | Phase de poules           | Phase de poules     | Phase de poules     | Phase de poules | Quart de finale / MC      | Demi-finale / MC          | Finale / 3e / MC    | Rang |
| Épreuve         | Adversaire Résultat       | Adversaire Résultat | Adversaire Résultat | Rang            | Adversaire Résultat       | Adversaire Résultat       | Adversaire Résultat | Rang |
| --------------- | ------------------------- | ------------------- | ------------------- | --------------- | ------------------------- | ------------------------- | ------------------- | ---- |
| Tournoi féminin | Nouvelle-Zélande D 5 - 43 | Fidji V 40 - 12     | Canada D 17 - 26    | 3e              | Nouvelle-Zélande D 5 - 55 | Grande-Bretagne V 19 - 15 | France D 7 - 21     | 6e   |

Équipe féminine de rugby à sept :
- 1 - Ruan Hongting
- 2 - Yan Meiling
- 3 - Su Qi
- 4 - Zhou Yan
- 5 - Gu Yaoyao
- 6 - Wang Wanyu
- 7 - Chen Keyi
- 8 - Sun Yue
- 9 -Yang Feifei
- 10 - Dou Xinrong
- 11 - Liu Xiaoqian
- 12 - Hu Yu
- 13 - Ma Xiaodan(R)
- 14 - Wang Xiao(R)

### Skateboard
| Athlète      | Compétition | Préliminaire | Préliminaire | Préliminaire | Préliminaire | Finale   | Finale   | Finale   | Finale   |
| Athlète      | Compétition | Course 1     | Course 2     | Course 3     | Rang         | Course 1 | Course 2 | Course 3 | Rang     |
| ------------ | ----------- | ------------ | ------------ | ------------ | ------------ | -------- | -------- | -------- | -------- |
| Zheng Haohao | Femmes      | 63,19        | 16,01        | 16,07        | 18e          | Éliminée | Éliminée | Éliminée | Éliminée |

| Athlète      | Épreuve | Préliminaire | Préliminaire | Préliminaire | Préliminaire | Préliminaire | Préliminaire | Préliminaire | Préliminaire | Préliminaire | Finale   | Finale   | Finale   | Finale   | Finale   | Finale   | Finale   | Finale   | Finale   |
| Athlète      | Épreuve | Courses      | Courses      | Feintes      | Feintes      | Feintes      | Feintes      | Feintes      | Total        | Rang         | Courses  | Courses  | Feintes  | Feintes  | Feintes  | Feintes  | Feintes  | Total    | Rang     |
| Athlète      | Épreuve | 1            | 2            | 1            | 2            | 3            | 4            | 5            | Total        | Rang         | 1        | 2        | 1        | 2        | 3        | 4        | 5        | Total    | Rang     |
| ------------ | ------- | ------------ | ------------ | ------------ | ------------ | ------------ | ------------ | ------------ | ------------ | ------------ | -------- | -------- | -------- | -------- | -------- | -------- | -------- | -------- | -------- |
| Cui Chenxi   | Femmes  | 80,62        | 82,01        | 81,18        | 83,11        | 0,00         | 89,22        | 0,00         | 254,34       | 3e           | 65,47    | 65,04    | 86,98    | 89,11    | 0,00     | 0,00     | 0,00     | 241,56   | 4e       |
| Zeng Wenhui  | Femmes  | 55,85        | 12,66        | 0,00         | 0,00         | 83,76        | 0,00         | 83,88        | 223,49       | 12e          | Éliminée | Éliminée | Éliminée | Éliminée | Éliminée | Éliminée | Éliminée | Éliminée | Éliminée |
| Zhu Yuanling | Femmes  | 59,35        | 60,11        | 0,00         | 0,00         | 86,88        | 0,00         | 87,83        | 234,82       | 9e           | Éliminée | Éliminée | Éliminée | Éliminée | Éliminée | Éliminée | Éliminée | Éliminée | Éliminée |

### Surf
| Athlète   | Compétition | 1er tour | 2e tour | 3e tour             | Quart de finale     | Demi-finale         | Finale              | Finale              |      |
| Athlète   | Compétition | Résultat | Rang    | Adversaire Résultat | Adversaire Résultat | Adversaire Résultat | Adversaire Résultat | Adversaire Résultat | Rang |
| --------- | ----------- | -------- | ------- | ------------------- | ------------------- | ------------------- | ------------------- | ------------------- | ---- |
| Yang Siqi | Femmes      | 5.40     | 3e      | Aguirre V 8.67–4.50 | Marks D 1.63–6.93   | Éliminée            | Éliminée            | Éliminée            | 9e   |

### Taekwondo
| Athlète        | Catégorie      | 8e de finale        | Quart de finale     | Demi-finale         | Repêchage           | Finale / CB          | Rang                                |
| Athlète        | Catégorie      | Adversaire Résultat | Adversaire Résultat | Adversaire Résultat | Adversaire Résultat | Adversaire Résultat  | Rang                                |
| -------------- | -------------- | ------------------- | ------------------- | ------------------- | ------------------- | -------------------- | ----------------------------------- |
| Liang Yushuai  | Moins de 68 kg | Józsa V 2 - 1       | Rashitov D 0 - 2    | Éliminé             | Lo V 2 - 0          | Sinden V par abandon | Médaille de bronze, Jeux olympiques |
| Song Zhaoxiang | Plus de 80 kg  | Healy D 1 - 2       | Éliminé             | Éliminé             | Éliminé             | Éliminé              | 11e                                 |

| Athlète     | Catégorie      | 8e de finale                    | Quart de finale     | Demi-finale         | Repêchage           | Finale / CB            | Rang                               |
| Athlète     | Catégorie      | Adversaire Résultat             | Adversaire Résultat | Adversaire Résultat | Adversaire Résultat | Adversaire Résultat    | Rang                               |
| ----------- | -------------- | ------------------------------- | ------------------- | ------------------- | ------------------- | ---------------------- | ---------------------------------- |
| Guo Qing    | Moins de 49 kg | Modèle:EOR-d Pouryounes V 2 - 0 | Dinçel V 2 - 0      | Nematzadeh V 2 - 0  | Exemptée            | Wongpattanakit D 1 - 2 | Médaille d'argent, Jeux olympiques |
| Luo Zongshi | Moins de 57 kg | Atora V 2 - 0                   | Pacheco V 2 - 1     | Kim D 1 - 2         | Exemptée            | Kimia D 1 - 2          | 5e                                 |
| Song Jie    | Moins de 67 kg | Anyanacho V 2 - 0               | Al-Sadeq V 2 - 1    | Perišić D 0 - 2     | Exemptée            | Teachout D 0 - 2       | 5e                                 |
| Zhou Zeqi   | Plus de 67 kg  | Jahl V 2 - 0                    | Lee D 1 - 2         | Éliminé             | Éliminé             | Éliminé                | 9e                                 |

### Tennis
| Joueur (n° de tête de série) | Compétition | 32e de finale                       | 16e de finale                 | 8e de finale                    | Quarts de finale               | Demi-finale                | Finale / MB              | Rang                           |
| Joueur (n° de tête de série) | Compétition | Adversaire Résultat                 | Adversaire Résultat           | Adversaire Résultat             | Adversaire Résultat            | Adversaire Résultat        | Adversaire Résultat      | Rang                           |
| ---------------------------- | ----------- | ----------------------------------- | ----------------------------- | ------------------------------- | ------------------------------ | -------------------------- | ------------------------ | ------------------------------ |
| Zhang Zhizhen                | Hommes      | Macháč D 1 - 2 (2-6, 6-4, 2-6)      | Éliminé                       | Éliminé                         | Éliminé                        | Éliminé                    | Éliminé                  | 33e                            |
| Yuan Yue                     | Femmes      | Alexandrova V 2 - 1 (7-5, 6-7, 6-2) | Sakkari D 0 - 2 (2-6, 1-6)    | Éliminée                        | Éliminée                       | Éliminée                   | Éliminée                 | 17e                            |
| Wang Xiyu                    | Femmes      | Nosková V 2 - 0 (6-3, 6-3)          | Shnaider V 2 - 0 (6-3,6-1)    | Świątek D 0 - 2 (3-6, 4-6)      | Éliminée                       | Éliminée                   | Éliminée                 | 9e                             |
| Wang Xinyu                   | Femmes      | Korpatsch V 2 - 0 (6-2, 6-1)        | Krejčíková D 0 - 2 (3-6, 2-6) | Éliminée                        | Éliminée                       | Éliminée                   | Éliminée                 | 17e                            |
| Zheng Qinwen                 | Femmes      | Errani V 2 - 0 (6-0, 6-0)           | Rus V 2 - 0 (6-2, 6-4)        | Navarro V 2 - 1 (6-7, 7-6, 6-1) | Kerber V 2 - 1 (6-7, 6-4, 7-6) | Świątek V 2 - 0 (6-2, 7-5) | Vekić V 2 - 0 (6-2, 6-3) | Médaille d'or, Jeux olympiques |

| Joueurs (n° de tête de série) | Compétition | 16e de finale                                | 8e de finale                                    | Quarts de finale                       | Demi-finales                               | Finale / MB                                 | Rang                               |
| Joueurs (n° de tête de série) | Compétition | Adversaires Résultat                         | Adversaires Résultat                            | Adversaires Résultat                   | Adversaires Résultat                       | Adversaires Résultat                        | Rang                               |
| ----------------------------- | ----------- | -------------------------------------------- | ----------------------------------------------- | -------------------------------------- | ------------------------------------------ | ------------------------------------------- | ---------------------------------- |
| • Wang Xinyu • Zheng Saisai   | Femmes      | L. Kichenok / N. Kichenok D 0 - 2 (1-6, 4-6) | Éliminées                                       | Éliminées                              | Éliminées                                  | Éliminées                                   | 17e                                |
| • Yuan Yue • Zhang Shuai      | Femmes      | Haddad Maia / Stefani D 0 - 2 (4-6, 4-6)     | Éliminées                                       | Éliminées                              | Éliminées                                  | Éliminées                                   | 17e                                |
| • Wang Xinyu • Zhang Zhizhen  | Mixte       | Non disputé                                  | Stefani / Seyboth Wild V 2 - 1 (3-6, 6-3, 10-8) | Perez / Ebden V 2 - 1 (6-7, 7-6, 10-5) | Schuurs / Koolhof V 2 - 1 (2-6, 6-4, 10-4) | Siniaková / Macháč D 1 - 2 (2-6, 7-5, 8-10) | Médaille d'argent, Jeux olympiques |

### Tennis de table
| Athlète(s)                             | Compétition | 32e de finale          | 16e de finale          | 8e de finale           | Quart de finale        | Demi-finale            | Finale / MB            | Rang                           |
| Athlète(s)                             | Compétition | Adversaire(s) Résultat | Adversaire(s) Résultat | Adversaire(s) Résultat | Adversaire(s) Résultat | Adversaire(s) Résultat | Adversaire(s) Résultat | Rang                           |
| -------------------------------------- | ----------- | ---------------------- | ---------------------- | ---------------------- | ---------------------- | ---------------------- | ---------------------- | ------------------------------ |
| Wang Chuqin                            | Simple      | Yang V 4-1             | Möregårdh D 2-4        | Éliminé                | Éliminé                | Éliminé                | Éliminé                | 17e                            |
| Fan Zhendong                           | Simple      | Zhmudenko V 4-0        | Wong Chun Ting V 4-1   | Kanak Jha V 4-0        | Harimoto V 4-3         | F. Lebrun V 4-0        | Möregårdh V 4-1        | Médaille d'or, Jeux olympiques |
| • Wang Chuqin • Fan Zhendong • Ma Long | Équipe      | Non disputé            | Non disputé            | Inde V 3-0             | Corée du Sud V 3-0     | France V 3-0           | Suède V 3-0            | Médaille d'or, Jeux olympiques |

| Athlète(s)                             | Compétition | 32e de finale          | 16e de finale          | 8e de finale           | Quart de finale        | Demi-finale            | Finale / MB            | Rang                               |
| Athlète(s)                             | Compétition | Adversaire(s) Résultat | Adversaire(s) Résultat | Adversaire(s) Résultat | Adversaire(s) Résultat | Adversaire(s) Résultat | Adversaire(s) Résultat | Rang                               |
| -------------------------------------- | ----------- | ---------------------- | ---------------------- | ---------------------- | ---------------------- | ---------------------- | ---------------------- | ---------------------------------- |
| Sun Yingsha                            | Simple      | Takahashi V 4-0        | Xia V 4-0              | Akula V 4-0            | Cheng I-c V 4-0        | Hayata V 4-0           | Chen M. D 2-4          | Médaille d'argent, Jeux olympiques |
| Chen Meng                              | Simple      | Loghraibi V 4-0        | Bergström V 4-1        | Eerland V 4-1          | Polcanova V 4-0        | Shin V 4-0             | Sun V 4-2              | Médaille d'or, Jeux olympiques     |
| • Sun Yingsha • Chen Meng • Wang Manyu | Équipe      | Non disputé            | Non disputé            | Égypte V 3-0           | Taipei chinois V 3-0   | Corée du Sud V 3-0     | Japon V 3-0            | Médaille d'or, Jeux olympiques     |

| Athlètes                    | 8e de finale           | Quart de finale        | Demi-finale            | Finale / MB            | Rang                           |
| Athlètes                    | Adversaire(s) Résultat | Adversaire(s) Résultat | Adversaire(s) Résultat | Adversaire(s) Résultat | Rang                           |
| --------------------------- | ---------------------- | ---------------------- | ---------------------- | ---------------------- | ------------------------------ |
| • Wang Chuqin • Sun Yingsha | Assar / Meshref V 4-0  | Lin / Chen V 4-2       | Lim / Shin V 4-2       | Ri / Kim V 4-2         | Médaille d'or, Jeux olympiques |

### Tir
| Athlète     | Compétition                  | Qualification | Qualification | Finale   | Finale                              |
| Athlète     | Compétition                  | Points        | Rang          | Points   | Rang                                |
| ----------- | ---------------------------- | ------------- | ------------- | -------- | ----------------------------------- |
| Xie Yu      | Pistolet à 10 m air comprimé | 579-16x       | 6e            | 240,9    | Médaille d'or, Jeux olympiques      |
| Zhang Bowen | Pistolet à 10 m air comprimé | 573-21x       | 19e           | Éliminé  | Éliminé                             |
| Li Yuehong  | Pistolet à 25 m tir rapide   | 588-30x       | 1re           | 32       | Médaille d'or, Jeux olympiques      |
| Wang Xinjie | Pistolet à 25 m tir rapide   | 587-24x       | 2e            | 23       | Médaille de bronze, Jeux olympiques |
| Sheng Lihao | Carabine à 10 m air comprimé | 631,7         | 1re           | 252,2 RO | Médaille d'or, Jeux olympiques      |
| Du Linshu   | Carabine à 10 m air comprimé | 625,0         | 41e           | Éliminé  | Éliminé                             |
| Liu Yukun   | Carabine à 50 m 3 positions  | 594-38x RO    | 1er           | 463,6    | Médaille d'or, Jeux olympiques      |
| Du Linshu   | Carabine à 50 m 3 positions  | 588-33x       | 16e           | Éliminé  | Éliminé                             |
| Qi Ying     | Fosse olympique              | 123 (+7)      | 1er           | 44       | Médaille d'argent, Jeux olympiques  |
| Yu Haicheng | Fosse olympique              | 122 (+6)      | 8e            | Éliminé  | Éliminé                             |
| Lyu Jianlin | Skeet                        | 118           | 17e           | Éliminé  | Éliminé                             |

| Athlète        | Compétition                  | Qualification | Qualification | Finale           | Finale                              |
| Athlète        | Compétition                  | Points        | Rang          | Points           | Rang                                |
| -------------- | ---------------------------- | ------------- | ------------- | ---------------- | ----------------------------------- |
| Jiang Ranxin   | Pistolet à 10 m air comprimé | 577-13x       | 8e            | 156,5            | 6e                                  |
| Li Xue         | Pistolet à 10 m air comprimé | 577-23x       | 6e            | 178,2            | 5e                                  |
| Zhao Nan       | Pistolet à 25 m              | 586-19x       | 5e            | 23               | 5e                                  |
| Liang Xiaoya   | Pistolet à 25 m              | 584-23x       | 9e            | Éliminée         | Éliminée                            |
| Han Jiayu      | Carabine à 10 m air comprimé | 628,1         | 16e           | Éliminée         | Éliminée                            |
| Huang Yuting   | Carabine à 10 m air comprimé | 632,6         | 4e            | 251,8 (+10,3) RO | Médaille d'argent, Jeux olympiques  |
| Zhang Qiongyue | Carabine à 50 m 3 positions  | 593-40x RO    | 2e            | 452,9            | Médaille de bronze, Jeux olympiques |
| Han Jiayu      | Carabine à 50 m 3 positions  | 578-26x       | 27e           | Éliminée         | Éliminée                            |
| Wu Cuicui      | Fosse olympique              | 122 (+0+0)    | 5e            | 17               | 6e                                  |
| Zhang Xinqiu   | Fosse olympique              | 121 (+1)      | 7e            | Éliminée         | Éliminée                            |
| Wei Meng       | Skeet                        | 118           | 13e           | Éliminée         | Éliminée                            |
| Jiang Yiting   | Skeet                        | 119           | 10e           | Éliminée         | Éliminée                            |

| Athlètes                     | Compétition                  | Qualification | Qualification | Finale / MB                      | Finale / MB                         |
| Athlètes                     | Compétition                  | Points        | Rang          | Adversaires Résultat             | Rang                                |
| ---------------------------- | ---------------------------- | ------------- | ------------- | -------------------------------- | ----------------------------------- |
| • Jiang Ranxin • Xie Yu      | Pistolet à 10 m air comprimé | 576-20x       | 8e            | Éliminés                         | Éliminés                            |
| • Li Xue • Zhang Bowen       | Pistolet à 10 m air comprimé | 578-19x       | 5e            | Éliminés                         | Éliminés                            |
| • Huang Yuting • Sheng Lihao | Carabine à 10 m air comprimé | 632,2         | 1er           | Keum / Park V 16 - 12            | Médaille d'or, Jeux olympiques      |
| • Han Jiayu • Du Linshu      | Carabine à 10 m air comprimé | 628,5         | 8e            | Éliminés                         | Éliminés                            |
| • Jiang Yiting • Lyu Jianlin | Skeet                        | 146           | 3e            | Chauhan / Singh Naruka D 44 - 43 | Médaille de bronze, Jeux olympiques |

### Tir à l'arc
| Athlète      | Compétition | Tour préliminaire | Tour préliminaire | 32e de finale       | 16e de finale       | 8e de finale         | Quart de finale     | Demi-finale         | Finale / MB         | Rang |
| Athlète      | Compétition | Points            | Rang              | Adversaire Résultat | Adversaire Résultat | Adversaire Résultat  | Adversaire Résultat | Adversaire Résultat | Adversaire Résultat | Rang |
| ------------ | ----------- | ----------------- | ----------------- | ------------------- | ------------------- | -------------------- | ------------------- | ------------------- | ------------------- | ---- |
| Kao Wenchao  | Hommes      | 665               | 26e               | Jadhav V 6 - 0      | Ellison D 2 - 6     | Éliminé              | Éliminé             | Éliminé             | Éliminé             | 17e  |
| Li Zhongyuan | Hommes      | 658               | 38e               | Wise D 4 - 6        | Éliminé             | Éliminé              | Éliminé             | Éliminé             | Éliminé             | 33e  |
| Wang Yan     | Hommes      | 675               | 12e               | Oscar Ticas V 6 - 0 | Hugo Franco V 6 - 2 | Lee Woo-seok D 2 - 6 | Éliminé             | Éliminé             | Éliminé             | 9e   |
| An Qixuan    | Femmes      | 656               | 26e               | Ramazanova D 5 - 6  | Éliminée            | Éliminée             | Éliminée            | Éliminée            | Éliminée            | 33e  |
| Li Jiaman    | Femmes      | 667               | 9e                | Andersen V 6 - 0    | Pitman V 6 - 0      | Valencia D 5 - 6     | Éliminée            | Éliminée            | Éliminée            | 9e   |
| Yang Xiaolei | Femmes      | 673               | 3e                | El Walid V 7 - 3    | Barbelin D 2 - 6    | Éliminée             | Éliminée            | Éliminée            | Éliminée            | 17e  |

| Athlète(s)                              | Compétition | Tour préliminaire | Tour préliminaire | 8e de finale         | Quart de finale        | Demi-finale          | Finale / MB          | Rang                               |
| Athlète(s)                              | Compétition | Points            | Rang              | Adversaires Résultat | Adversaires Résultat   | Adversaires Résultat | Adversaires Résultat | Rang                               |
| --------------------------------------- | ----------- | ----------------- | ----------------- | -------------------- | ---------------------- | -------------------- | -------------------- | ---------------------------------- |
| • Kao Wenchao • Li Zhongyuan • Wang Yan | Hommes      | 1 998             | 4e                | Exemptés             | Taipei chinois V 5 - 1 | Corée du Sud D 1 - 5 | Turquie D 2 - 6      | 4e                                 |
| • An Qixuan • Li Jiaman • Yang Xiaolei  | Femmes      | 1 996             | 1er               | Exemptées            | Indonésie V 5 - 1      | Mexique V 5 - 3      | Corée du Sud D 4 - 5 | Médaille d'argent, Jeux olympiques |
| Wang Yan Yang Xiaolei                   | Mixte       | 1 348             | 4e                | Espagne D 2 - 6      | Éliminés               | Éliminés             | Éliminés             | 9e                                 |

### Triathlon
| Athlète   | Compétition | Natation (1,5 km) | Transition 1 | Vélo (40 km) | Transition 2 | Course (10 km) | Temps total    | Rang |
| --------- | ----------- | ----------------- | ------------ | ------------ | ------------ | -------------- | -------------- | ---- |
| Lin Xinyu | Femmes      | 23 min 38 s       | 55 s         | 58 min 18 s  | 32 s         | 37 min 27 s    | 2 h 0 min 50 s | 28e  |

### Voile
Nota : le résultat barré est le plus mauvais de l’athlète concerné. Il n’est pas pris en compte dans le total.
| Athlète(s)               | Compétition | Qualifications | Qualifications | Qualifications | Qualifications | Qualifications | Qualifications | Qualifications | Qualifications | Qualifications | Qualifications | Qualifications | Qualifications | Qualifications | Qualifications | Qualifications | Qualifications | Quart de finale | Demi-finale | Finale   | Rang     |
| Athlète(s)               | Compétition | 1              | 2              | 3              | 4              | 5              | 6              | 7              | 8              | 9              | 10             | 11             | 12             | 13             | 14             | Total net      | Rang           | Quart de finale | Demi-finale | Finale   | Rang     |
| ------------------------ | ----------- | -------------- | -------------- | -------------- | -------------- | -------------- | -------------- | -------------- | -------------- | -------------- | -------------- | -------------- | -------------- | -------------- | -------------- | -------------- | -------------- | --------------- | ----------- | -------- | -------- |
| Huang Jingye             | IQFoil      | 7              | 11             | 23             | 16             | 22             | 17             | 6              | 20             | 25             | 23             | 17             | 18             | 14             | Annulé         | 171            | 19e            | Éliminé         | Éliminé     | Éliminé  | Éliminé  |
| Huang Qibin              | Kitesurf    | 6              | 16             | 4              | 5              | 14             | 13             | 6              | Annulé         | Annulé         | Annulé         | Annulé         | Annulé         | Annulé         | Annulé         | 34             | 10e            | Non disputé     | 4e          | Éliminé  | 8e       |
| • Wen Zaiding • Liu Tian | 49er        | 4              | 10             | 15             | 7              | 6              | 15             | 13             | 14             | 5              | 15.5           | 21             | 14.5           | Non disputé    | Non disputé    | 119            | 13e            | Éliminés        | Éliminés    | Éliminés | Éliminés |

| Yan Zheng                   | IQFoil       | 2  | 20 | 11 | 25 | 3  | 2  | 17     | 17     | 18     | 11          | 16          | 7           | 1           | 5           | 110 | 10e | 1er       | 4e        | Éliminée  | 5e        |           |           |           |           |           |           |           |
| Chen Jingyue                | Kitesurf     | 20 | 14 | 9  | 8  | 16 | 21 | Annulé | Annulé | Annulé | Annulé      | Annulé      | Annulé      | Annulé      | Annulé      | 67  | 15e | Éliminée  | Éliminée  | Éliminée  | Éliminée  |           |           |           |           |           |           |           |
| Gu Min                      | Laser radial | 2  | 8  | 8  | 37 | 19 | 31 | 28     | 25     | 13     | Non disputé | Non disputé | Non disputé | Non disputé | Non disputé | 134 | 19e | Éliminée  | Éliminée  | Éliminée  | Éliminée  |           |           |           |           |           |           |           |
| • Hu Xiaoyu • Shan Mengyuan | 49er FX      | 16 | 10 | 17 | 6  | 13 | 16 | 18     | 15     | 15     | 17          | 17          | 21          | Non disputé | Non disputé | 160 | 20e | Éliminées | Éliminées | Éliminées | Éliminées | Éliminées | Éliminées | Éliminées | Éliminées | Éliminées | Éliminées | Éliminées |

| Athlètes                    | Compétition | Qualifications | Qualifications | Qualifications | Qualifications | Qualifications | Qualifications | Qualifications | Qualifications | Qualifications | Qualifications | Qualifications | Qualifications | Qualifications | Total net | Rang |
| Athlètes                    | Compétition | 1              | 2              | 3              | 4              | 5              | 6              | 7              | 8              | 9              | 10             | 11             | 12             | CM             | Total net | Rang |
| --------------------------- | ----------- | -------------- | -------------- | -------------- | -------------- | -------------- | -------------- | -------------- | -------------- | -------------- | -------------- | -------------- | -------------- | -------------- | --------- | ---- |
| • Mai Huicong • Chen Linlin | Nacra 17    | 7              | 14             | 15             | 12             | 14             | 13             | 20             | 10             | 10             | 16             | 18             | 1              | EL             | 130       | 14e  |
| • Yu Ming • Tu Yahan        | 470         | 4              | 15             | 11             | 11             | 15             | 14             | 16             | 16             | Non disputé    | Non disputé    | Non disputé    | Non disputé    | EL             | 86        | 17e  |

### Volley-ball

#### Volleyball de plage
| Athlètes               | Compétition     | Tour préliminaire          | Tour préliminaire         | Tour préliminaire    | Tour préliminaire | 8e de finale                 | Quart de finale      | Demi-finale          | Finale / MB          | Rang |
| Athlètes               | Compétition     | Adversaires Résultat       | Adversaires Résultat      | Adversaires Résultat | Rang              | Adversaires Résultat         | Adversaires Résultat | Adversaires Résultat | Adversaires Résultat | Rang |
| ---------------------- | --------------- | -------------------------- | ------------------------- | -------------------- | ----------------- | ---------------------------- | -------------------- | -------------------- | -------------------- | ---- |
| • Xia Xinyi • Xue Chen | Tournoi féminin | del Solar / Clancy D 1 - 2 | Bansley / Bukovec V 2 - 1 | Nuss / Kloth D 1 - 2 | 3e                | Böbner / Vergé-Dépré D 1 - 2 | Éliminées            | Éliminées            | Éliminées            | 9e   |

#### En salle
| Épreuve         | Phase de poules     | Phase de poules     | Phase de poules     | Phase de poules | Quart de finale     | Demi-finale         | Finale / MB         | Rang |
| Épreuve         | Adversaire Résultat | Adversaire Résultat | Adversaire Résultat | Rang            | Adversaire Résultat | Adversaire Résultat | Adversaire Résultat | Rang |
| --------------- | ------------------- | ------------------- | ------------------- | --------------- | ------------------- | ------------------- | ------------------- | ---- |
| Tournoi féminin | États-Unis V 3 - 2  | France V 3 - 0      | Serbie V 3 - 1      | 1er             | Turquie D 2 - 3     | Éliminées           | Éliminées           | 5e   |

Équipe féminine de volley-ball  :
- 1 - Yuan Xinyue  : MB
- 2 - Zhu Ting : OH
- 3 - Diao Linyu : S
- 5 - Gao Yi : MB
- 6 - Gong Xiangyu : OP
- 7 - Wang Yuanyuan : MB
- 9 - Zhang Changning : OH
- 12 - Li Yingying : OH
- 14 - Zheng Yixin : OP
- 16 - Ding Xia : S
- 18 - Wang Mengjie : L
- 21 - Wu Mengjie : OH

### Water-polo
| Épreuve         | Tour préliminaire   | Tour préliminaire   | Tour préliminaire   | Tour préliminaire   | Tour préliminaire | Quart de finale     | Demi-finale         | Finale / MB         | Rang |
| Épreuve         | Adversaire Résultat | Adversaire Résultat | Adversaire Résultat | Adversaire Résultat | Rang              | Adversaire Résultat | Adversaire Résultat | Adversaire Résultat | Rang |
| --------------- | ------------------- | ------------------- | ------------------- | ------------------- | ----------------- | ------------------- | ------------------- | ------------------- | ---- |
| Tournoi féminin | Australie D 5 - 7   | Pays-Bas D 11 - 15  | Canada D 7 - 12     | Hongrie D 11 - 17   | 5e                | Éliminées           | Éliminées           | Éliminées           | 10e  |

Équipe féminine de water-polo :
- 1 - Deng Zewen : Gardien
- 2 - Yan Siya : Défenseur
- 3 - Yan Jing : Avant centre
- 4 - Xiong Dunhan : Avant centre
- 5 - Zhong Qiyun : Ailier
- 6 - Wang Xuan : Arrière centre
- 7 - Lu Yiwen : Ailier
- 8 - Wang Huan : Ailier
- 9 - Dong Wenxin : Défenseur
- 10 - Nong Sanfeng : Arrière centre
- 11 - Chen Xiao : Avant centre
- 12 - Zhang Jing  : Défenseur
- 13 - Shen Yineng : Gardien